# КТМ-5
КТМ-5 (71-605 согласно Единой нумерации) — советский и российский высокопольный четырёхосный односторонний трамвайный вагон. Первые прототипы этого трамвайного вагона были построены в 1963 году на Усть-Катавском вагоностроительном заводе имени С. М. Кирова (УКВЗ), а серийный выпуск продолжался с 1969 по 1992 год. Эта модель трамвайных вагонов производства УКВЗ более известна под названием «КТМ-5М3», которое было её официальным обозначением до июля 1976 года, до момента, когда в СССР была введена единая нумерация типов подвижного состава для трамвая и метро. Аббревиатура «КТМ» обозначала «Кировский трамвай моторный», по наименованию завода-изготовителя. После 1976 года аббревиатурой «КТМ» неофициально называют все последующие серийные образцы продукции УКВЗ: трамвайные вагоны типов 71-608, 71-619 и 71-623 (соответственно, КТМ-8 и КТМ-19, КТМ-23).
Всего было построено почти 15 000 вагонов КТМ-5М, КТМ-5М3, 71-605, 71-605У и 71-605А всех модификаций, что позволило им стать самой массовой моделью трамвайного вагона в мире. Начиная с 1969 года вплоть до настоящего времени они работают с пассажирами во многих трамвайных хозяйствах России, Украины, Белоруссии, Казахстана, а также в Латвии (Даугавпилс) и являются единственным типом подвижного состава в некоторых из городов (например, в Мозыре). Вагон имеет достаточно дешёвую, простую и технологичную конструкцию, но обладает рядом недостатков, например высокие ступеньки и довольно сильный шум в салоне. Модернизации 71-605ЭП, 71-605РМ работают намного лучше.

## Создание
Начало 1960-х годов для трамвайных хозяйств Советского Союза было достаточно противоречивым временем. В Москве (а также ряде других городов) шла кампания по снятию трамвайных путей в историческом центре, но протяжённость путей в целом увеличилась за счёт постройки новых линий на окраины и бывшие пригороды, вошедшие в городскую черту. Во многих городах СССР открывались новые трамвайные системы, для обслуживания которых не хватало подвижного состава, поэтому в качестве хоть какого-то решения проблемы использовались довоенные вагоны. Очень часто этот подвижной состав был «б/у» из трамвайных хозяйств других городов, куда поставлялись сравнительно немногочисленные новые вагоны. Кроме того, в то время существовала ещё одна проблема: рост пассажиропотоков практически во всех крупных городах СССР, с которым не справлялись наиболее массово выпускаемые двухосные вагоны типов Х/М и КТМ/КТП-1. Это обстоятельство настоятельно требовало разработки новых типов подвижного состава: сочленённых и способных работать по системе многих единиц (СМЕ) четырёхосных трамвайных вагонов.
По состоянию на 1963 год в СССР выпускались два типа четырёхосных трамвайных вагонов: ЛМ-57 на Ленинградском вагоноремонтном заводе (ВАРЗ № 1) и РВЗ-6 на Рижском вагоностроительном заводе (РВЗ). Также массово поставлялись в крупные города СССР чехословацкие вагоны «Татра». Кроме вагонов «Татра», большинство советских трамваев не могло работать в составе двухвагонного поезда по СМЕ (местные изобретения СМЕ из них в Горьком и Харькове остались единичными курьёзами) и были нетехнологичны в производстве — например, весьма трудоёмкой была постройка клёпаных корпусов. Кроме того, ВАРЗ № 1 ориентировался, в основном, на нужды Ленинграда и не имел большого резерва своих производственных мощностей для поставки в другие города страны, а у Рижского завода трамваи не были основной продукцией, главным был выпуск железнодорожной техники электрифицированный подвижной состав. Большим потенциалом по выпуску трамваев обладал Усть-Катавский вагоностроительный завод имени С. М. Кирова (УКВЗ), который в то время выпускал более простые по своей конструкции двухосные моторные и прицепные вагоны КТМ-1/КТП-1 и КТМ/КТП-2.
Для массового обновления вагонного парка трамвая в периферийных городах страны решили разработать и внедрить в серийное производство четырёхосный двухтележечный трамвайный вагон с реостатно-контакторной системой управления (РКСУ), способный работать по СМЕ, именно на УКВЗ. Поскольку в то время Москва уже получила первую партию чехословацких вагонов Tatra T3 и какое-то время эксплуатировала Tatra T2, то было решено заимствовать для новой отечественной разработки реализованный в них передовой зарубежный опыт (как известно, чехословацкие вагоны являлись лицензионными версиями американских трамваев PCC). В частности, сотрудникам Министерства коммунального хозяйства РСФСР (Минкомхоз), курировавшим трамваестроение, понравилась реализованная в «Татрах» идея полного отказа от пневматического оборудования. УКВЗ уже экспериментировал с лишённым пневматики вагонами, построив опытный поезд КТМ/КТП-3 — версию КТМ-2/КТП-2 без пневматического оборудования, но этот вариант в серийное производство не пошёл. Также часть наработок, касавшихся четырёхосных вагонов, была заимствована у ленинградских вагоностроителей, которые имели богатый опыт в этой области.

## Модификации
| Модификация       | Годы выпуска    | Выпущено, шт.                                                 |
| ----------------- | --------------- | ------------------------------------------------------------- |
| КТМ-5             | 1963, 1965      | 10 (8 вагонов было разрушено, осталось только 2 целых вагона) |
| КТМ-5М «Урал»     | 1966, 1969—1975 | 625                                                           |
| КТМ-5М3 (71-605)  | 1970—1990       | 12 950                                                        |
| 71-605А и 71-605У | 1989—1992       | 1435                                                          |

### КТМ-5, КТМ-5М

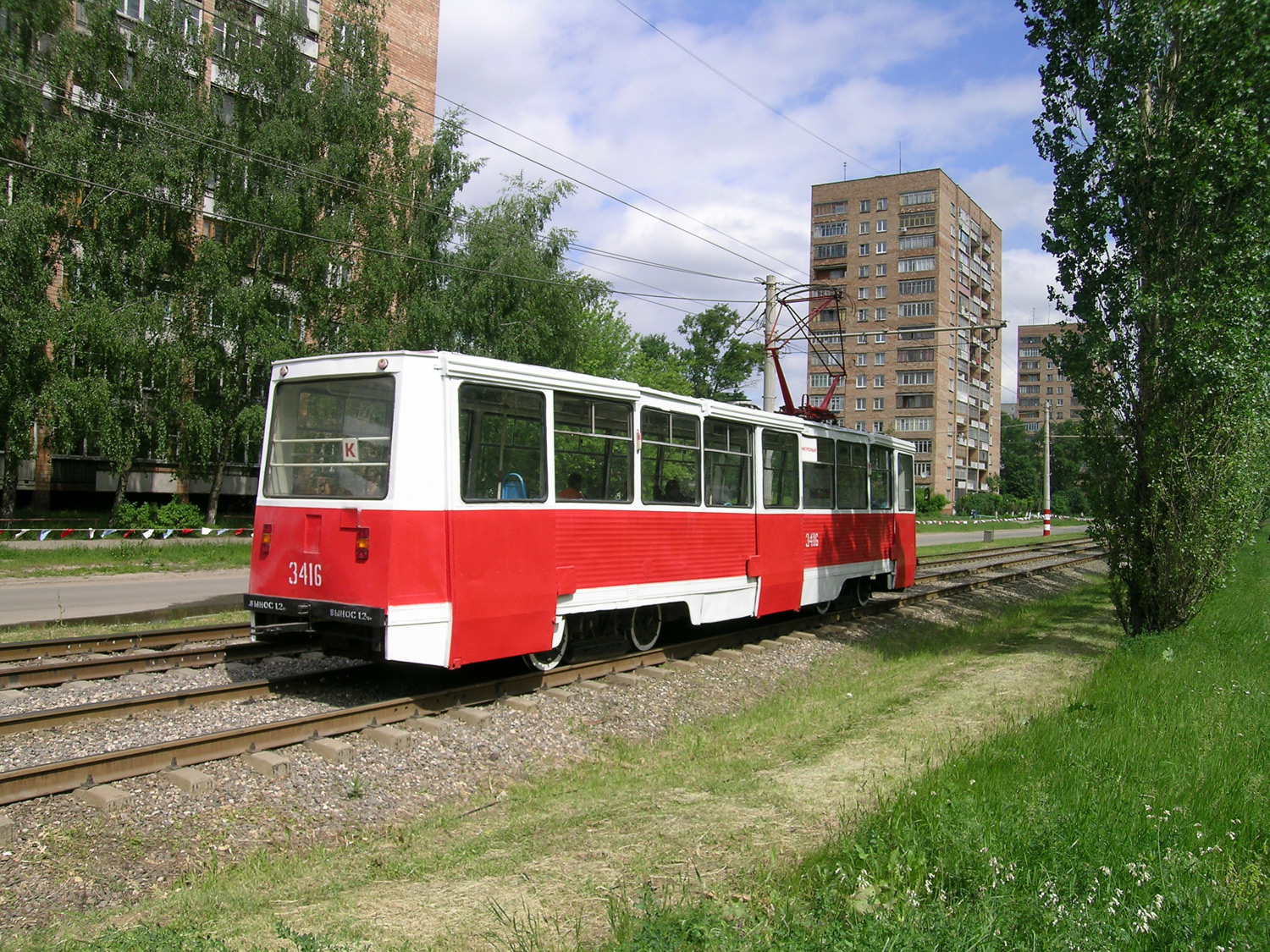
Трамвайный вагон 71–605 в Нижнем Новгороде, вид сзади справа

В 1963 году на свет появился «Кировский трамвай моторный 5-й модели» (КТМ-5). Главным конструктором вагона был В. Д. Леонидов. Внешне первые два вагона КТМ-5 очень сильно напоминали «гибрид» ЛМ-57 и T-3. Два прототипа были направлены в Челябинск, но, проработав там в депо № 2 какое-то время в 1965 году, они были возвращены на завод. В это время в связи с утверждением новой концепции дизайна транспортных средств завод обязали сконструировать трамвайный вагон с прямоугольными формами.
В середине 1960-х годов в СССР изменилась «мода» на внешний дизайн транспортных средств. Округлые обтекаемые формы были оставлены в пользу более простых и технологичных «гранёных». Совершенствуя электрооборудование (главный конструктор А. В. Федотов), УКВЗ для модифицированных вагонов КТМ-5М «Урал» выбрал внешний «рубленый» дизайн Всесоюзного научно-исследовательского института технической эстетики, который был уже похож на окончательный вариант будущего КТМ-5М3. Опять-таки по образцу чехословацких «Татр», с целью облегчения вагона, в его конструкции широко применили пластик (первые два КТМ-5 имели цельнометаллический кузов). При этом чехов даже «превзошли» — у «Татры» T-3 пластиковыми являются только оконечности, а КТМ-5М имел полностью пластиковый кузов и ряд внутренних деталей. Это «достижение» было вызвано тем, что общая масса вагона «КТМ» превышала «Татру». Впервые на отечественных вагонах не было форточек, а вентиляция салона была принудительной; традиционные двухместные сиденья диванного типа заменили на раздельные, с некоторым приближением к анатомическому типу. В 1966 году два опытных КТМ-5М «Урал» испытывались в московском депо имени Апакова, а позднее демонстрировались на выставке «Интербытмаш-69». Опытные вагоны не были идентичными, они различались конструкцией силовых элементов кузова, остеклением и расположением вентиляции на крыше. В декабре 1968 года на УКВЗ закончилось строительство цеха по конвейерной сборке четырёхосных трамвайных вагонов и вскоре началось серийное производство упрощённых вагонов КТМ-5М: от системы принудительной вентиляции пассажирского салона отказались, вернувшись к форточкам в уменьшенных по площади бортовых стёклах, а для вентиляции кабины водителя у вагона появилась надстройка над лобовым стеклом. Первые серийные КТМ-5М «Урал» поступили в Омск и Томск.
В 1970 году Московский энергетический институт разработал тиристорно-импульсную систему управления для трамвайного подвижного состава, которая испытывалась на опытном вагоне КТМ-5М в депо имени С. М. Кирова в Москве. Этот вагон с пассажирами не работал и после окончания тестовых испытаний был отправлен на завод для устранения выявленных недостатков конструкции.

### КТМ-5М3 (71-605)

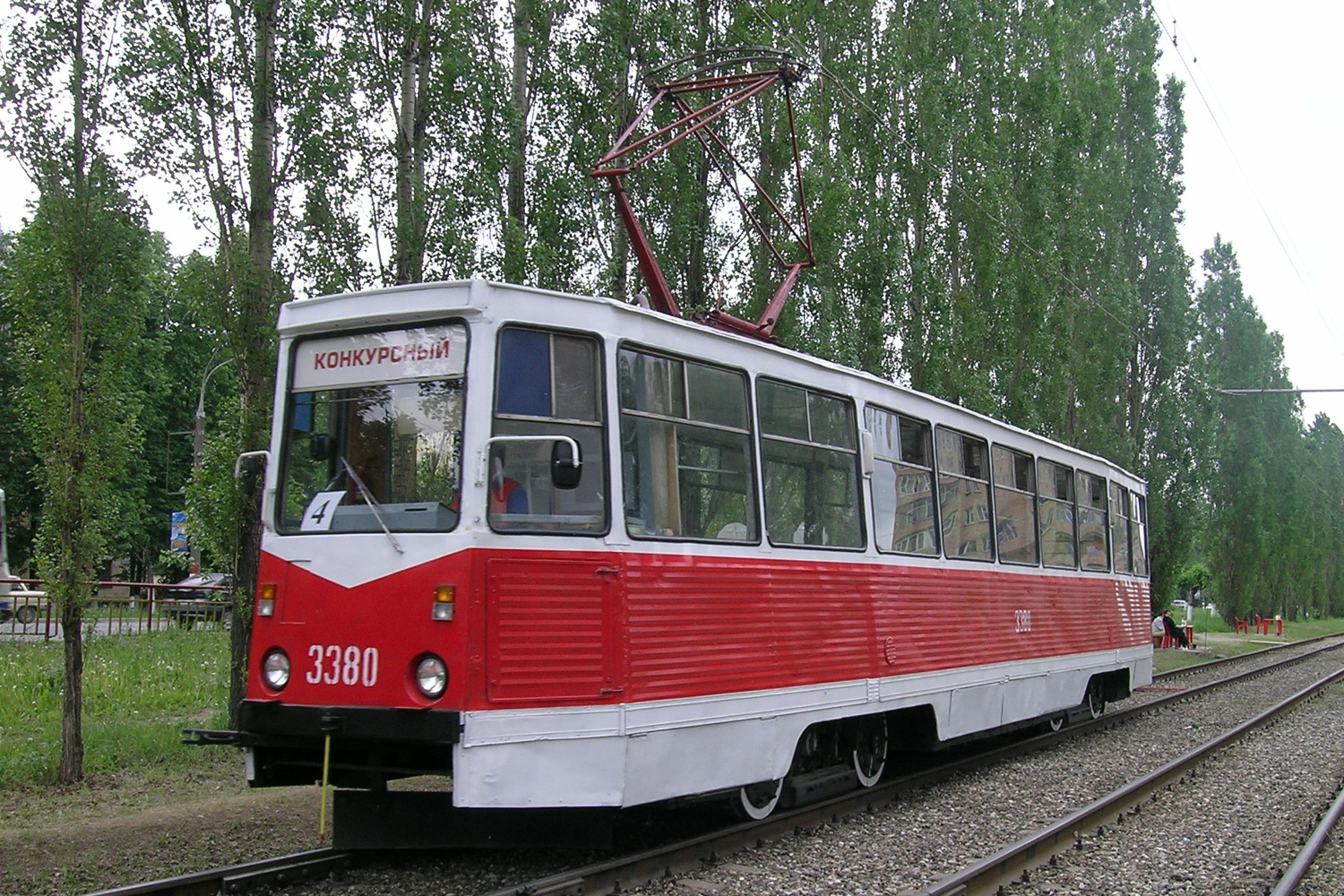
Трамвайный вагон 71–605 в Нижнем Новгороде, вид спереди слева

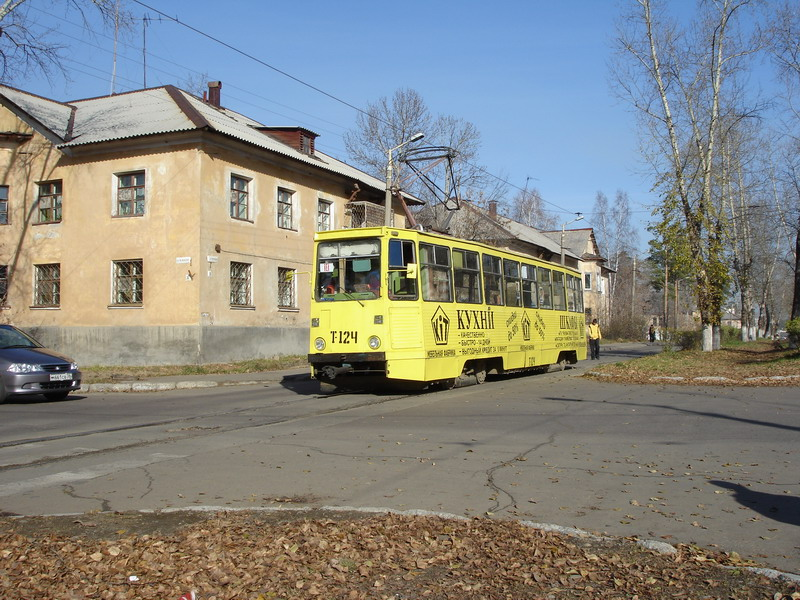
Трамвайный вагон 71–605 в Ангарске, вид спереди слева

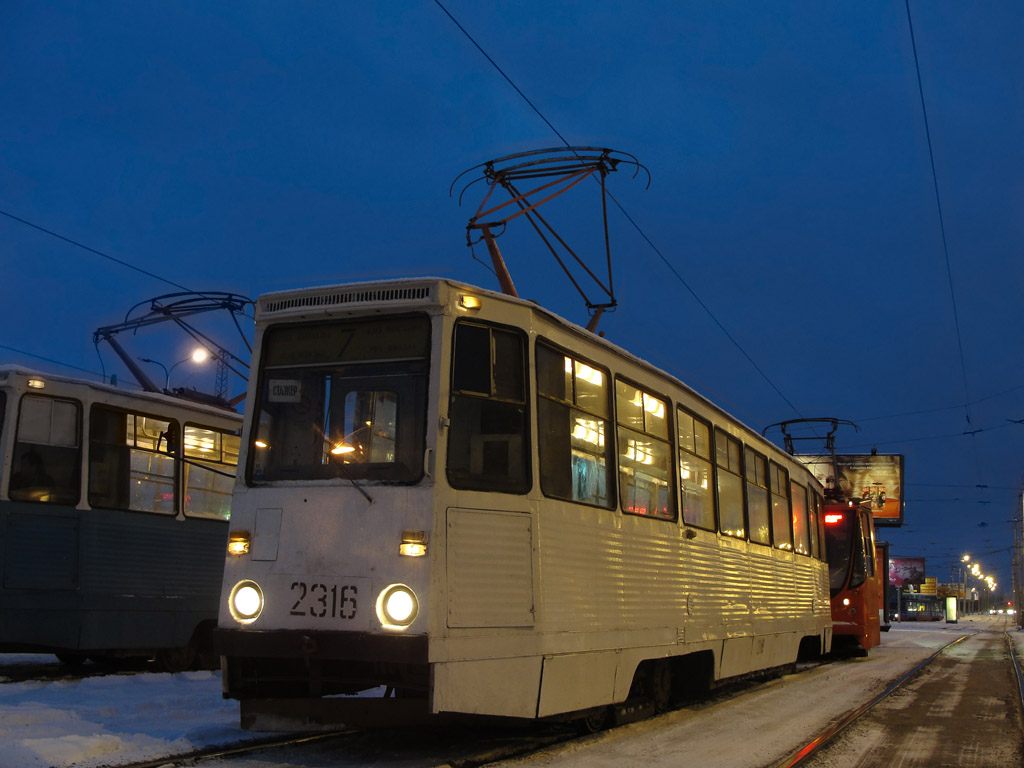
Трамвайный вагон 71–605 в Казани

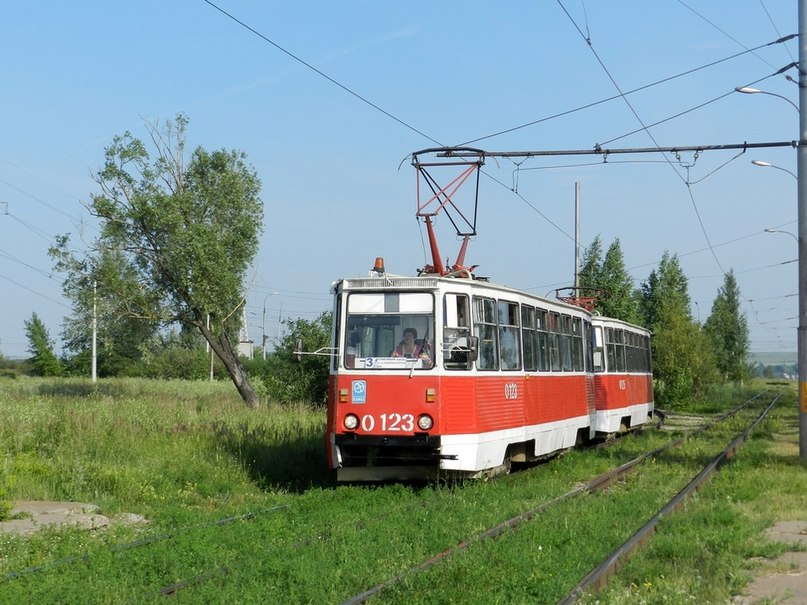
Трамвайные вагоны 71–605, соединенные по СМЕ в Набережных Челнах

После выпуска около восьмисот вагонов КТМ-5М в ряде городов страны произошли возгорания, один случай в Томске оказался особенно тяжёлым — вагон выгорел дотла, пострадало большое число людей. Пластиковая обшивка оказалась неогнестойкой, при горении выделялось много токсичных газов, были множественные отравления. Но самым опасным оказалось расположение в пластмассовых кожухах контакторных высоковольтных панелей. В результате в 1971 году совместным приказом Минкомхоза РСФСР и Министерства общего машиностроения СССР заводу было предписано заменить пластиковую обшивку на металлическую, вернув все выпущенные КТМ-5М на завод. Около 60 % вагонов вернули на завод и переоборудовали по наскоро разработанному проекту в вагоны КТМ-5М3, остальные переделывались на месте в эксплуатирующих трамвайных хозяйствах.
Вариант КТМ-5М3 предусматривал замену бортов на стальную обшивку, гофрированную в средней части, но торцы и крыша остались пластиковыми. Также тросовый привод сдвижных дверей заменили на цепной, вместо ламп дневного света в освещении салона стали ставить лампы накаливания, но сохранив при этом длинные «световые линии» от предыдущей модификации. Таким образом, КТМ-5 обрёл свой окончательный облик и начиная с 1971 года более 20 лет выпускался без значительных изменений в конструкции, заводчане доводили только надёжность отдельных узлов и агрегатов вагона. В июле 1976 года вступила в действие единая система классификации подвижного состава трамвая и метро, в которой КТМ-5М3 получил новое наименование 71-605. План выпуска КТМ-5М3 был определён в 500 вагонов в год, но реально выпуск составил более 700 вагонов в год.

### КТМ-5А (71-605А)
К концу 1980-х годов УКВЗ в целях повышения прибыльности продукции и продления серийного выпуска вагонов КТМ-5М3 (71-605) предложил «начать» выпуск вагонов «новой» модели 71-605А. Однако ряд шагов по модернизации вагона всё же сделали: заменили шумный мотор-генератор, обеспечивавший напряжением 24 В низковольтное электрооборудование, на полностью электронный статический преобразователь; усовершенствовали сцепной прибор. Этого оказалось достаточно, чтобы в июне 1989 года назначить всё тому же 71-605 новую модификацию «А» и повысить отпускную цену на отгружаемые вагоны. Первый 71-605А был поставлен в Прокопьевск. Тем не менее УКВЗ начал разработку действительно нового трамвайного вагона 71-608, в пользу которого производство 71-605А было завершено в 1992 году.

### КТМ-5У (71-605У)
Для «европейской» колеи Ростовского трамвая 1435 мм в 1990 году УКВЗ выпускал модификацию КТМ-5У с адаптированными под нестандартную колею тележками и кондиционером.

## Модернизации

### От производителя
| Модификация         | Годы выпуска          | Выпущено, шт. |
| ------------------- | --------------------- | ------------- |
| 71-605ЭП и 71-605РМ | с 2001 (модернизация) | Не менее 50   |

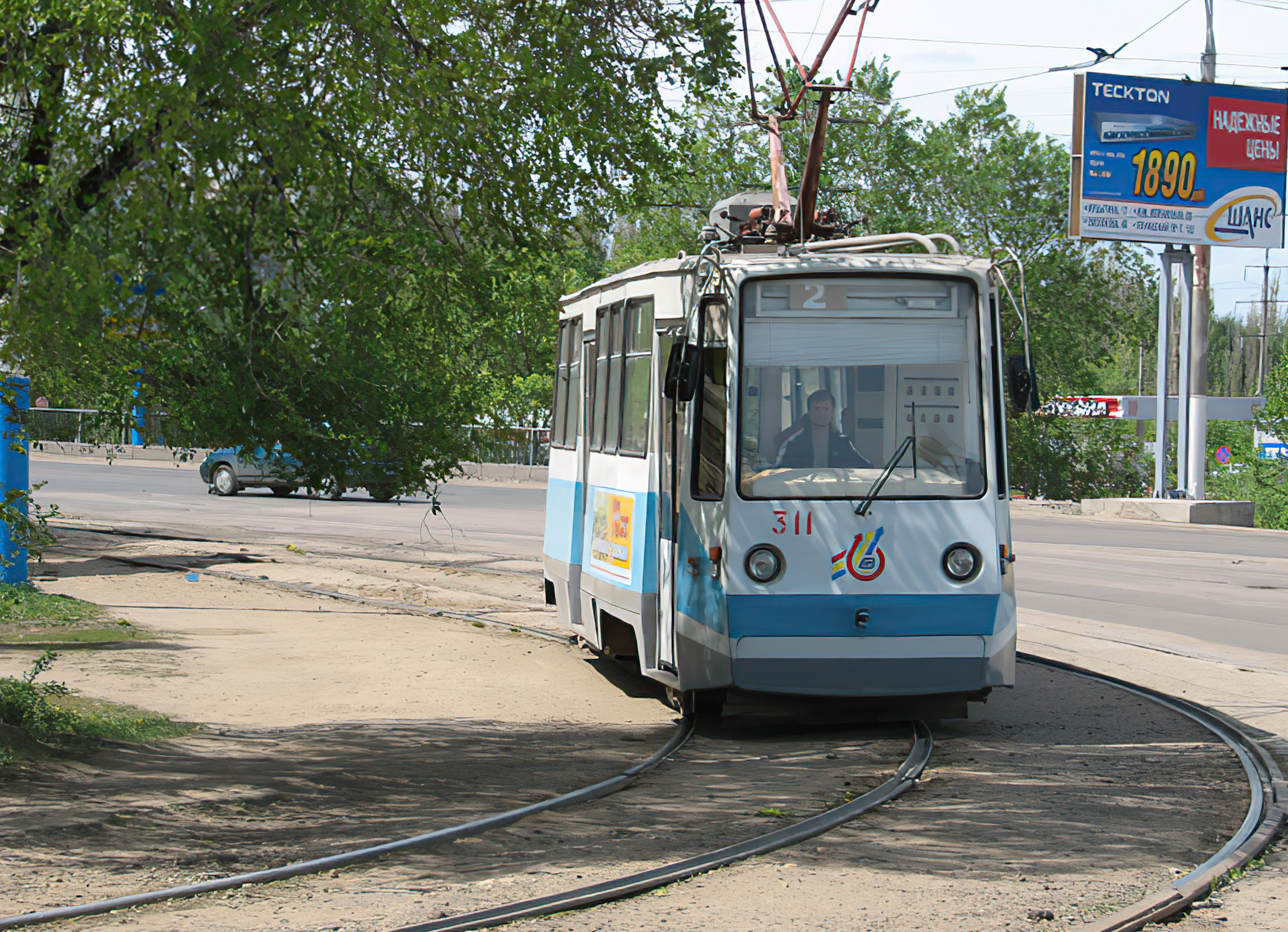
Трамвай 71–605РМ в Воронеже

- 71-605РМ/РМ2: Первая попытка модернизации вагонов 71-605. 5 вагонов 71-605 начиная с 2001 года были модернизированы на ВРТТЗ, УКВЗ и в трамвайном хозяйстве Усолья-Сибирского с использованием конструктивных решений опытного вагона 71-606 и сменой внешнего дизайна. Получившаяся модификация получила обозначение 71-605РМ. Эксплуатировались в Воронеже (1 единица), Кемерове (2 ед.), Усолье-Сибирском (2 единицы). Модернизированные вагоны различаются системой управления током через тяговые двигатели — в Воронеже использовалась тиристорно-импульсная, а в остальных случаях — контакторно-транзисторная система управления. В настоящее время (2024 год) сохранилось по одному вагону 71-605РМ и РМ2 в Кемерове и Усолье-Сибирском, соответственно. Воронежский вагон № 311, модернизированный на ВРТТЗ списан после закрытия трамвайного движения в 2009 году. Вагон № 222 из Кемерова сгорел в 2018 году. Вагон № 039 из Усолья-Сибирского списан и утилизирован в конце 2023 года [5] [6] [7] [8]

### Гаражные
| Модификация          | Годы выпуска | Выпущено, шт. |
| -------------------- | ------------ | ------------- |
| 71-605РМ13           | 2019—2024    | 61            |
| 71-605ТН и КТМ-5М3Р8 | 2010—2015    | 13            |

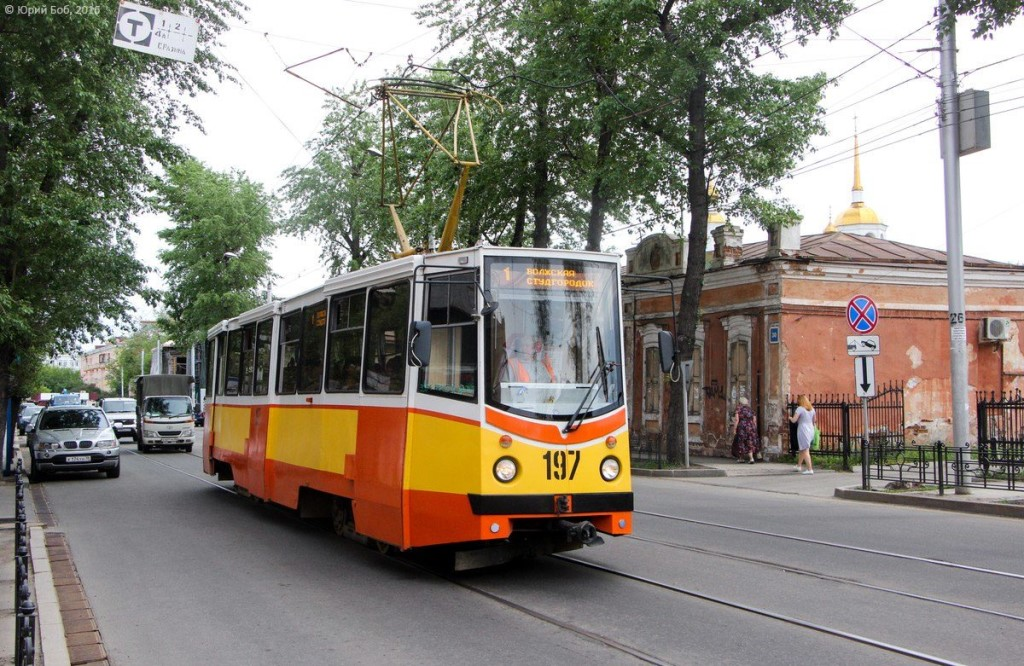
71–605ТН (КТМ–5М3Р8), №197 в Иркутске

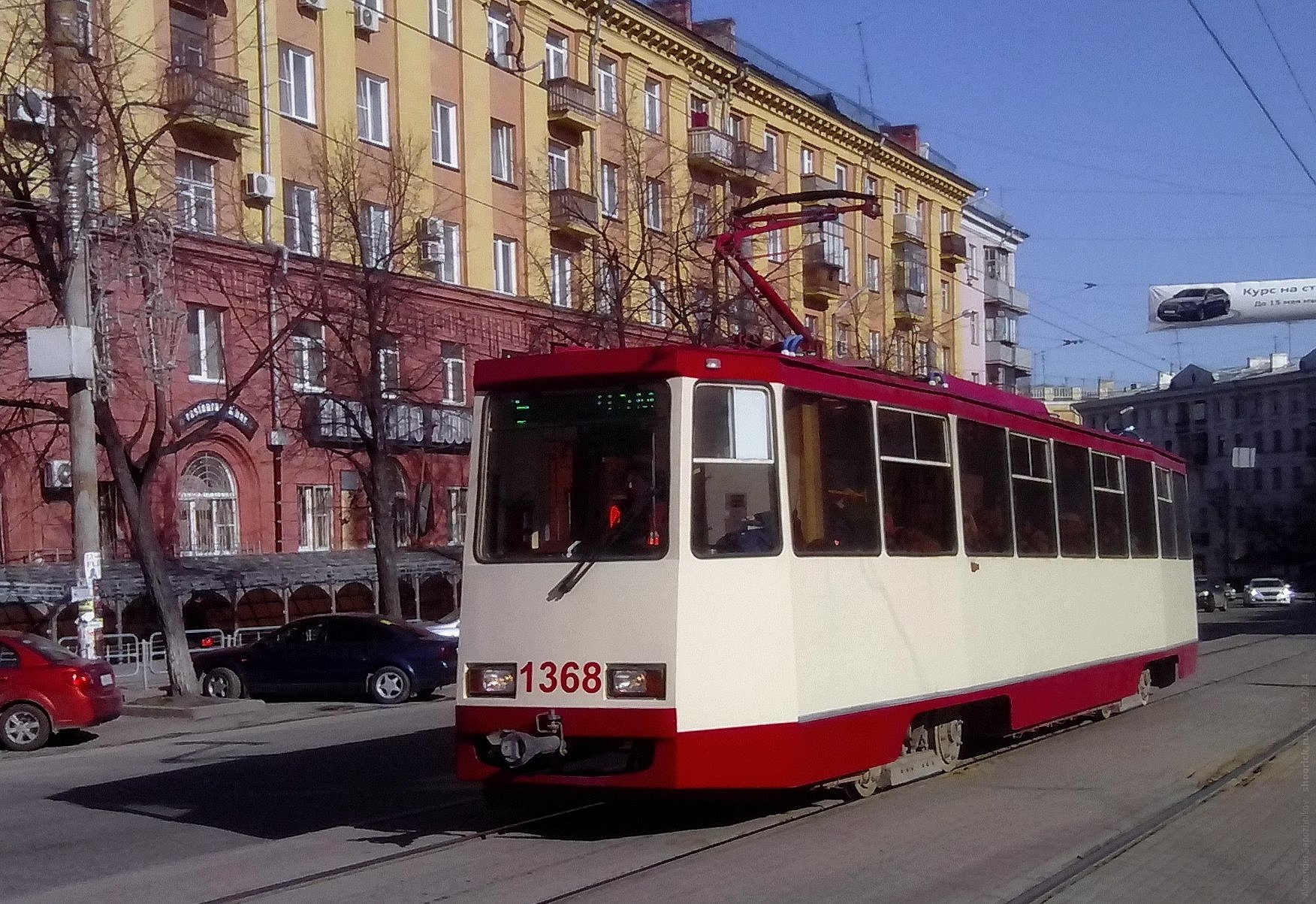
Модернизированный трамвай 71–605 на улице Цвиллинга в Челябинске

- 71-605РМ13 - модернизированный 71-605 на НПП ООО "Горизонт". Модернизирован 61 вагон, один сгорел. [9]Модернизированный трамвай 71–605ТН в Краснодаре

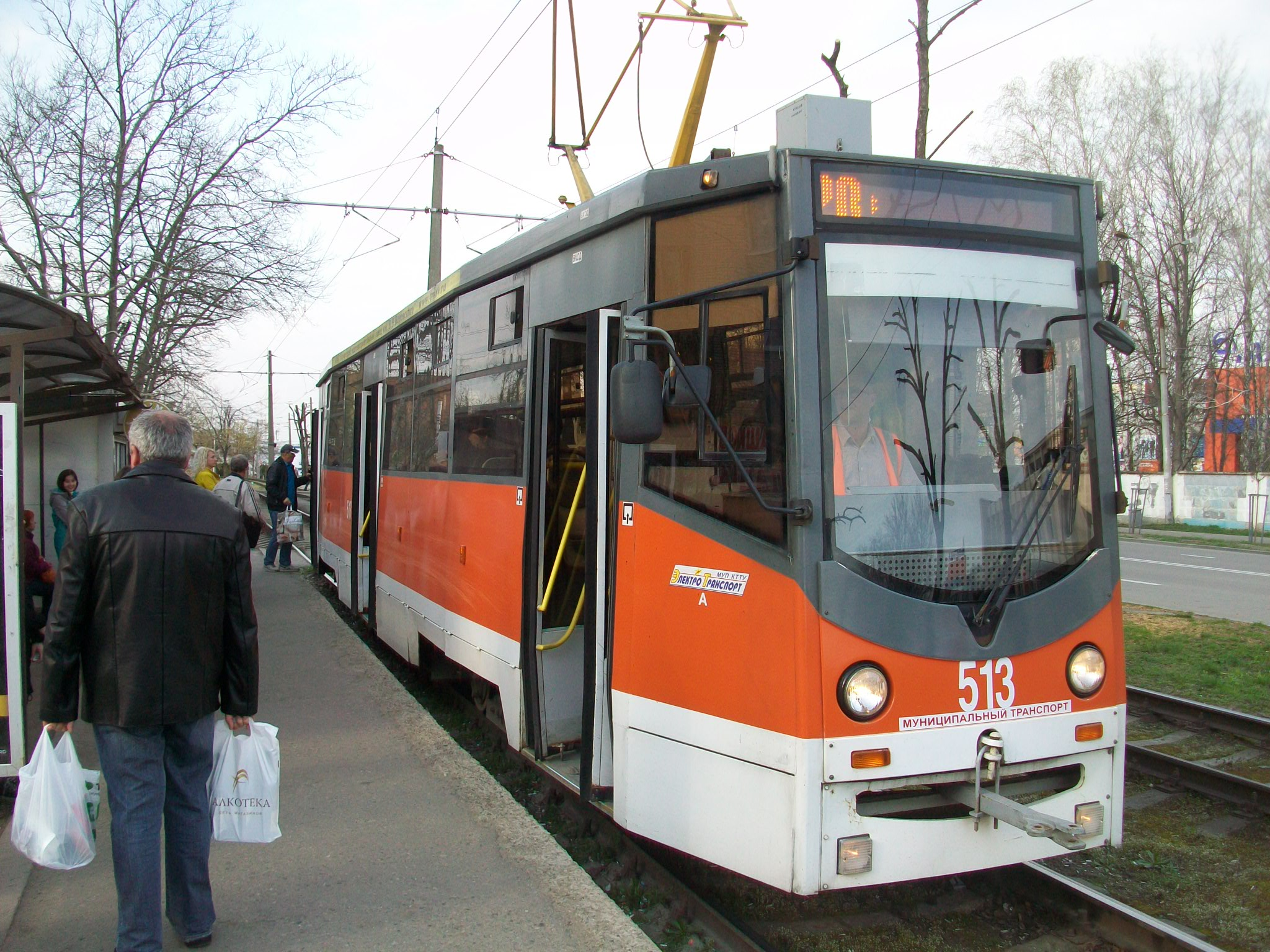
Модернизированный трамвай 71–605ТН в Краснодаре

- 71-605ТН (КТМ-5М3Р8) - модернизация Тихорецкого машиностроительного завода им. Воровского. Изготовлено 13 вагонов, один списан. [10]

Также модернизация вагонов 71-605 проводилась в Новосибирске и Омске.

## Работа в городах СССР

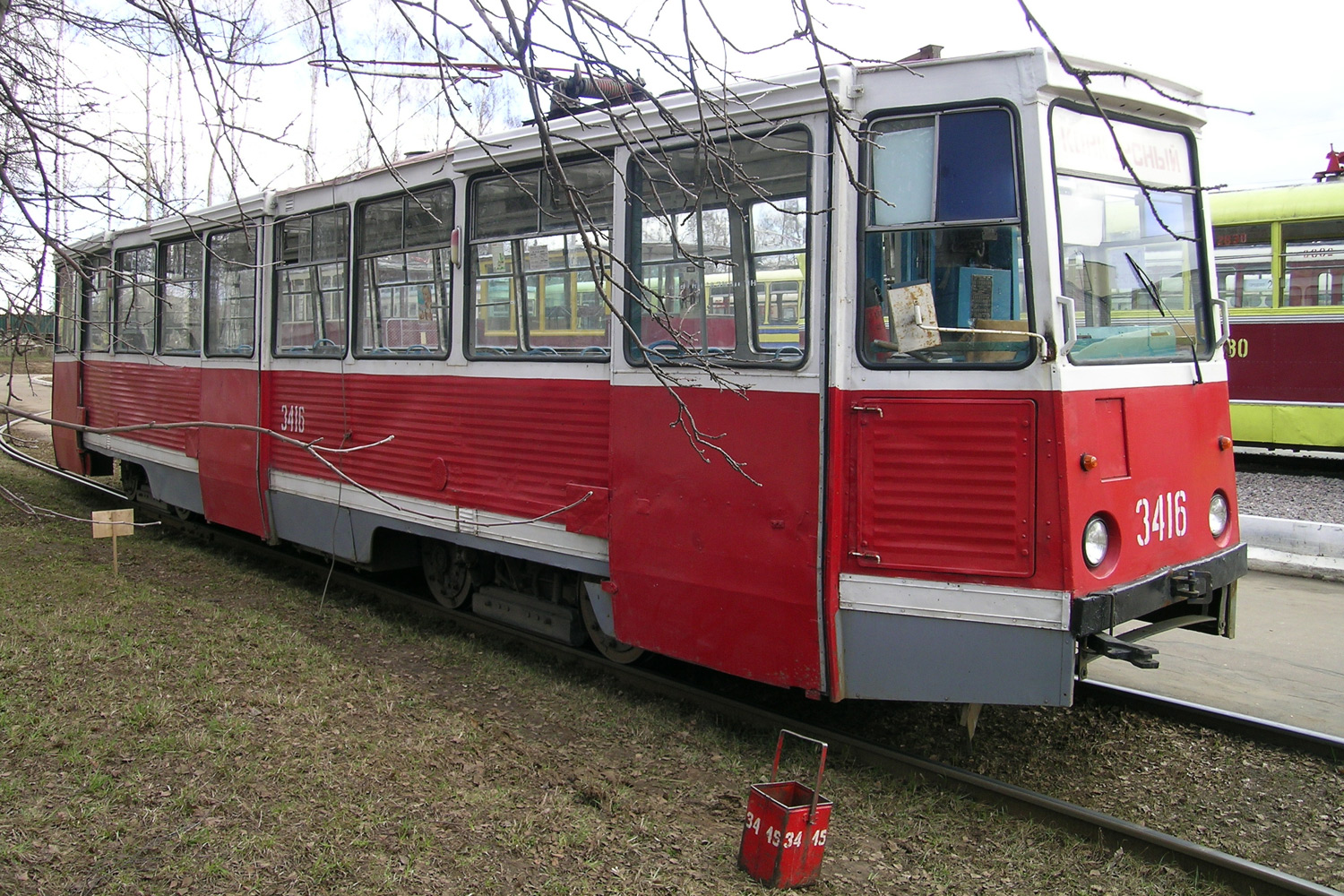
Трамвайный вагон 71–605 в Нижнем Новгороде

Трамваи данной модели изначально разрабатывались только для эксплуатации в СССР, на экспорт, даже в страны социалистического лагеря никогда не поставлялись. Поэтому вагон в полной мере использовали принятый в СССР габарит подвижного состава трамвая, что в некоторых городах со старыми трамвайными системами потребовало реконструкции зданий депо или сноса отдельных строений вдоль путей. В связи с тем, что для столиц союзных республик и крупных городов поставляли вагоны РВЗ-6 и «Татры», для трамваев КТМ-5М3 оставили средние и небольшие провинциальные города (реже — крупные). Но в этой системе существовало не одно исключение. В частности, в конце 1970-х — начале 1980-х годов в Ленинграде обозначилась нехватка подвижного состава в трамвайном хозяйстве города, и туда была поставлена большая партия КТМ-5М3, которые работали на линиях города вплоть до осени 2007 года. Это было весьма необычно, поскольку город имел полностью подчинённый ему завод по постройке трамвайных вагонов. Однако, в связи с открытием в 1981 году СТТП (совмещённого трамвайно-троллейбусного парка) для обслуживания северных районов Ленинграда пришлось срочно направить партию КТМ-5М3 в Ленинград, так как местный завод ЗРГЭТ не успевал построить необходимое количество вагонов для обслуживания парка. Поэтому в 1982 году было закуплено 250 вагонов КТМ-5М3.

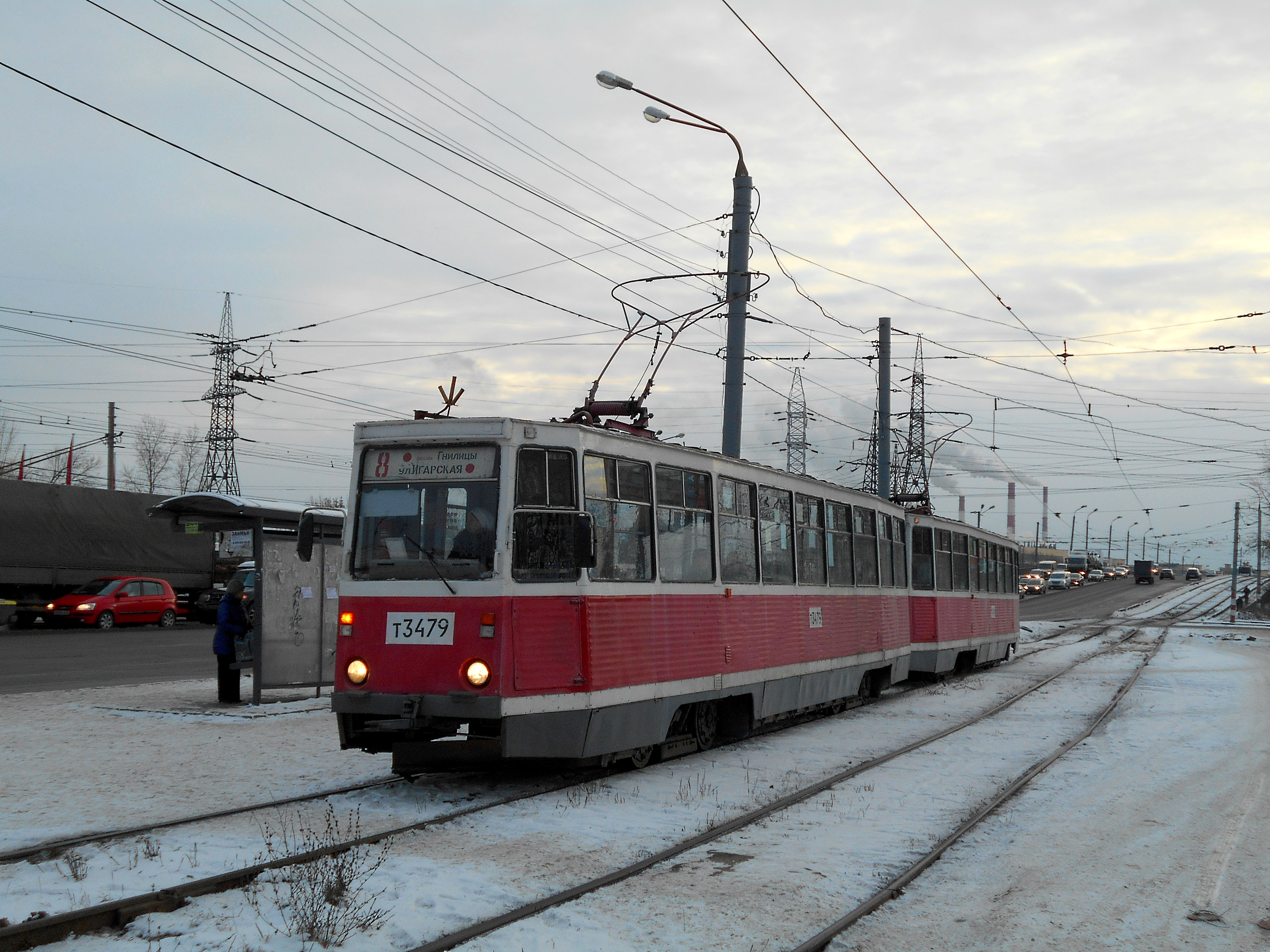
Трамваи 71–605, сцепленные по СМЕ в Нижнем Новгороде

В первой половине 1970-х годов у УКВЗ сложились весьма напряжённые отношения с потребителями его продукции — эксплуатационники жаловались на низкое качество и надёжность вагонов, а заводчане — на низкую квалификацию самих эксплуатационников. Часто ломались тормозные соленоиды (в Орле в мае 1974 г. вагон с отказавшими тормозами протаранил похоронную процессию, убив 11 человек, после этого весь вагонный парк в Орле был заменён на T-3), ломались дверные приводы, не раз случались возгорания в контакторном шкафу. Однако и заводчане, и водители с ремонтниками постепенно учились на этом негативном опыте — первые совершенствовали конструкцию с целью повышения надёжности, вторые стали технически более подкованными в работе с усложнившейся техникой. К концу десятилетия надёжность КТМ-5М3 особых нареканий уже не вызывала. В начале 1990-х годов произошло падение качества сборки самых последних 71-605А из-за общего ухудшения положения в промышленности страны и УКВЗ в частности.
КТМ-5М3 открывали движение в ряде новых трамвайных систем страны, например, в скоростном трамвае Старого Оскола и Усть-Илимска, а также обычном в Набережных Челнах. В руках грамотных водителей и ремонтников этих предприятий некоторые из вагонов первых поставок надолго пережили свои плановые 16 лет. Когда рижане прервали выпуск трамваев РВЗ-6М2, вагоны КТМ-5М3 стали поставлять в некоторые города, которые ранее были безраздельной вотчиной РВЗ-6: в Коломну и Казань. Старожилы-трамвайщики этих городов ещё помнят шутки привыкших к двухдверным РВЗ-6 пассажиров о том, нужна ли в трамвае третья (то есть средняя) дверь. Во многих городах КТМ-5М3 работали в составе двухвагонных поездов по системе многих единиц, а в ряде случаев очень напряжённых пассажиропотоков (например, в Горьком, Казани и Магнитогорске) применялись и трёхвагонные поезда.
Несмотря на широкое распространение в пределах бывшего СССР (87 трамвайных хозяйств), за границу КТМ-5М3 (как и все остальные советские трамваи) не поставлялся. Также серийные КТМ-5М3 не работали в Риге, Москве, Минске и ряде крупных городов страны. После распада СССР и прекращения выпуска КТМ-5М3 отдельные трамвайные хозяйства на базе вагоноремонтных заводов попытались модернизировать оставшиеся в строю вагоны этой марки. Однако, несовершенство конструкции рамы и кузова вагона, бедственное положение с финансами привело к тому, что были модернизированы считанные единицы КТМ-5М3. Первым таким вагоном стал воронежский 71-605РМ, переделанный из старого КТМ-5М3 на местном вагоноремонтном заводе. Этот вариант предлагался какое-то время самим УКВЗ на своём сайте в качестве возможной альтернативы покупке новых 71-608 или 71-619. Было изготовлено всего 5 вагона данного типа: один в Воронеже на ВРТТЗ, два — в Усть-Катаве для Кемерово и два в Усолье-Сибирском. По состоянию на 2017 год существует только 2 таких вагона: один в Кемерово и один в Усолье-Сибирском. Воронежский 71-605РМ под номером 311 был списан и утилизирован через непродолжительное время после закрытия трамвайного движения в 2009 году. Вагон 034 Усолья-Сибирского после отсутствия в эксплуатации с августа 2011 года был списан в конце 2015 года, но на 2019 год продолжает находиться в депо. Кемеровский вагон под номером 222 сгорел в феврале 2018 года и был списан в июле того же года в связи с нецелесообразностью восстановления.

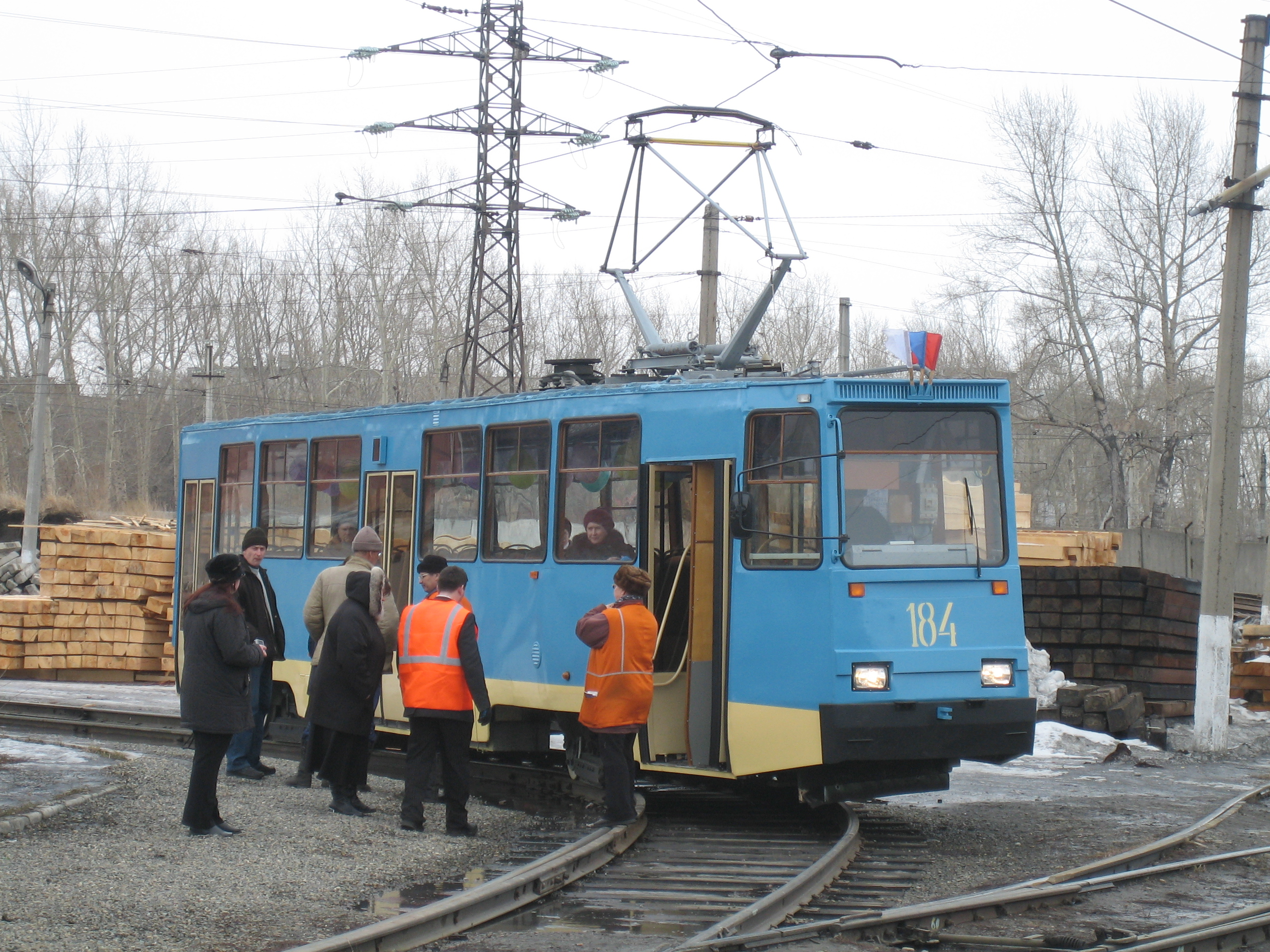
Трамвайный вагон 71–605, прошедший модернизацию в Бийском трамвайном управлении

В начале 2008 года Бийское трамвайное управление на своей производственной базе выполнило опытную модернизацию одного вагона, заменив сдвижные двери поворотно-лавирующими (по образцу вагона 71-619), заменив реостатно-контакторную систему управления транзисторно-импульсной, оборудовав вагон современными сиденьями и установив бортовую информационно-измерительно-вычислительную систему. В случае получения положительных результатов от опытной эксплуатации планировалось проводить аналогичную модернизацию 2—3 вагонов в год, но после аварии в силовой электрической цепи в апреле 2009 года законсервирован. Подобные модернизации, изменявшие внешний вид вагона, предпринимались в Кемерово и в Иваново. Единственный прошедший модернизацию ивановский вагон после закрытия трамвая в Иванове 2 июня 2008 года передали в город Дзержинск Нижегородской области, где из-за специфики местной контактной сети его оснастили бугелем вместо пантографа, совместив модерновый облик вагона с архаичным токосъёмом. Вагон был списан после закрытия трамвайного движения в Дзержинске в декабре 2015 года.
В 2010 году началась программа модернизации краснодарских вагонов 71-605, предусматривающая, в частности, оснащение вагона передней и задней пластиковыми масками по образцу вагона типа 71-623.
```
В Челябинске с 
2011
 проводится «модернизация» (капитально-восстановительный ремонт) трамваев 71-605. Усовершенствованные вагоны имеют оборудование с меньшим энергопотреблением, оснащены навигационной системой, способной контролировать скорость движения и соблюдение расписания, автоинформатором для объявления остановок, ориентирующемуся по положению вагона, светодиодными маршрутоуказателями, системой безопасности пассажиров и «чёрным ящиком». Салон оборудован аварийной и основной системой освещения из люминесцентных и светодиодных светильников в виде световых линий, стекла тонированы, двери имеют тепловую завесу климат-контроля, позволяющую уменьшить потребление энергии на обогрев вагона
[
12
]
. Корпус модернизированного трамвая имеет гладкую поверхность и окрашивается в цвета, используемые челябинским пассажирским транспортом — вишнёвый с песочным. Кроме того, фары и задние отличаются от установленных в 71-605. По состоянию на ноябрь 
2012
 было модернизировано 14 вагонов, первый из модернизированных трамваев сгорел. Стоимость модернизации одного вагона составляет 3,5 млн рублей
[
13
]
.
```

Несколько раз с участием КТМ-5М3 происходили крупные аварии, в том числе и с человеческими жертвами. Например, 2 июля 1996 года в Днепродзержинске у вагона 71-605А отказали тормоза, после чего он на полном ходу врезался в стену, погибло 39 человек. В результате многие 71-605 были отставлены от работы в ряде городов Украины, например, Харькове. С другой стороны, такого рода аварии случались и с другими типами вагонов, например, в Нижнем Новгороде годом раньше из-за отказа тормозов по Похвалинскому съезду скатилась вниз и опрокинулась чешская «Татра» T3, погибло 3 человека и свыше 15 получили тяжёлые ранения. В результате МП «Нижегородэлектротранс» стало очень подозрительно относиться к эксплуатации «Татр» (T-3) на «горных» маршрутах. По всей видимости, в обоих случаях на конструкцию вагонов списали собственное халатное отношение к проверке их исправности, тем более что в Нижнем Новгороде 71-605 считались весьма подходящими для работы на «горных» маршрутах.

## Конструкция
Вагоны семейства КТМ-5М3 были первыми серийными отечественными трамваями, в которых совсем не было пневматического оборудования. Все те функции, которые на более ранних моделях УКВЗ выполняла пневматика (торможение, открытие и закрытие дверей, работа стеклоочистителей), были реализованы с помощью электричества. В частности, комбинированная электромеханическая тормозная система считалась настолько надёжной, что было решено отказаться от традиционной для того времени колонки со штурвалом ручного тормоза.

### Корпус

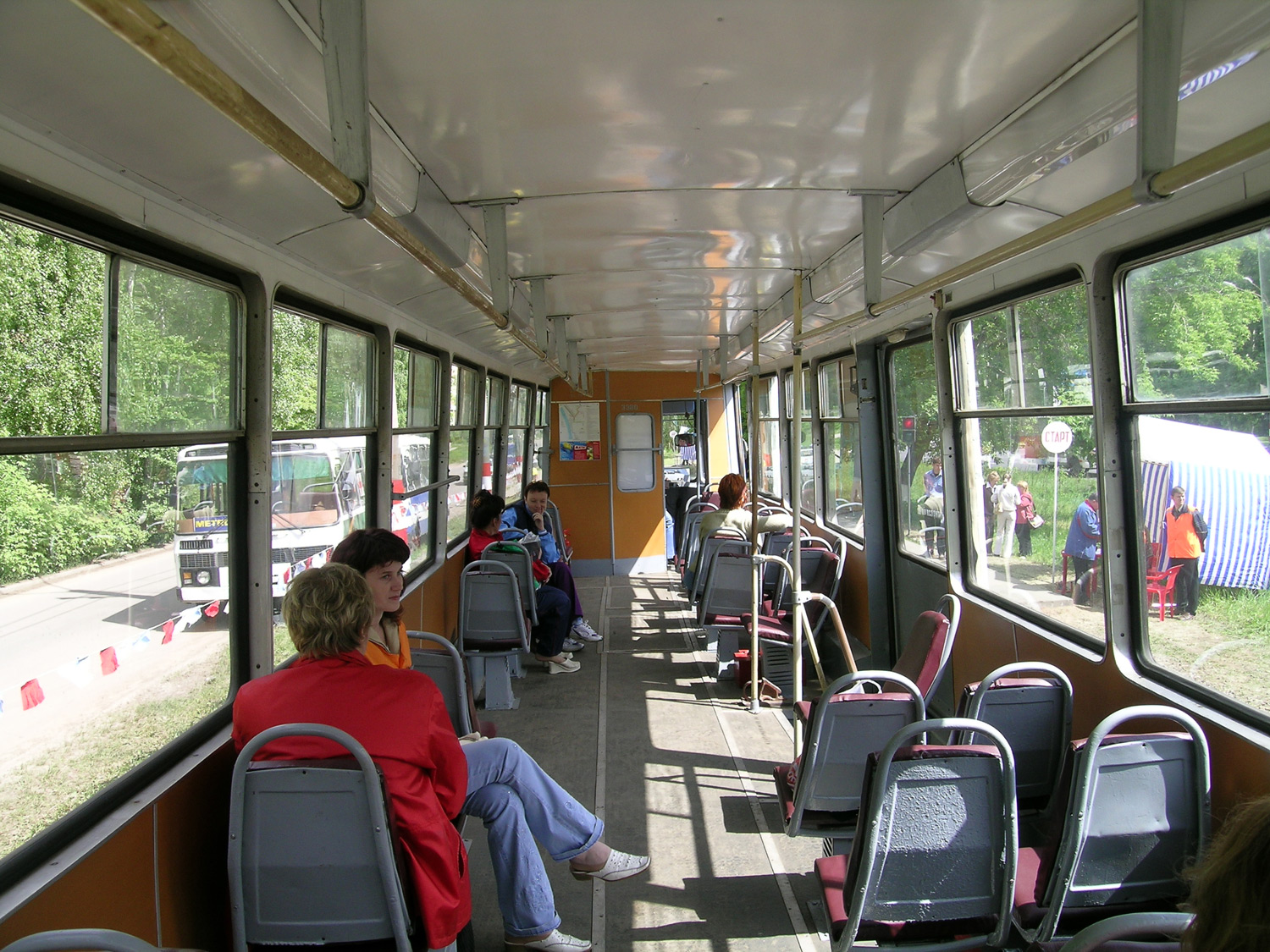
Интерьер 71–605. Вид в носовую оконечность вагона

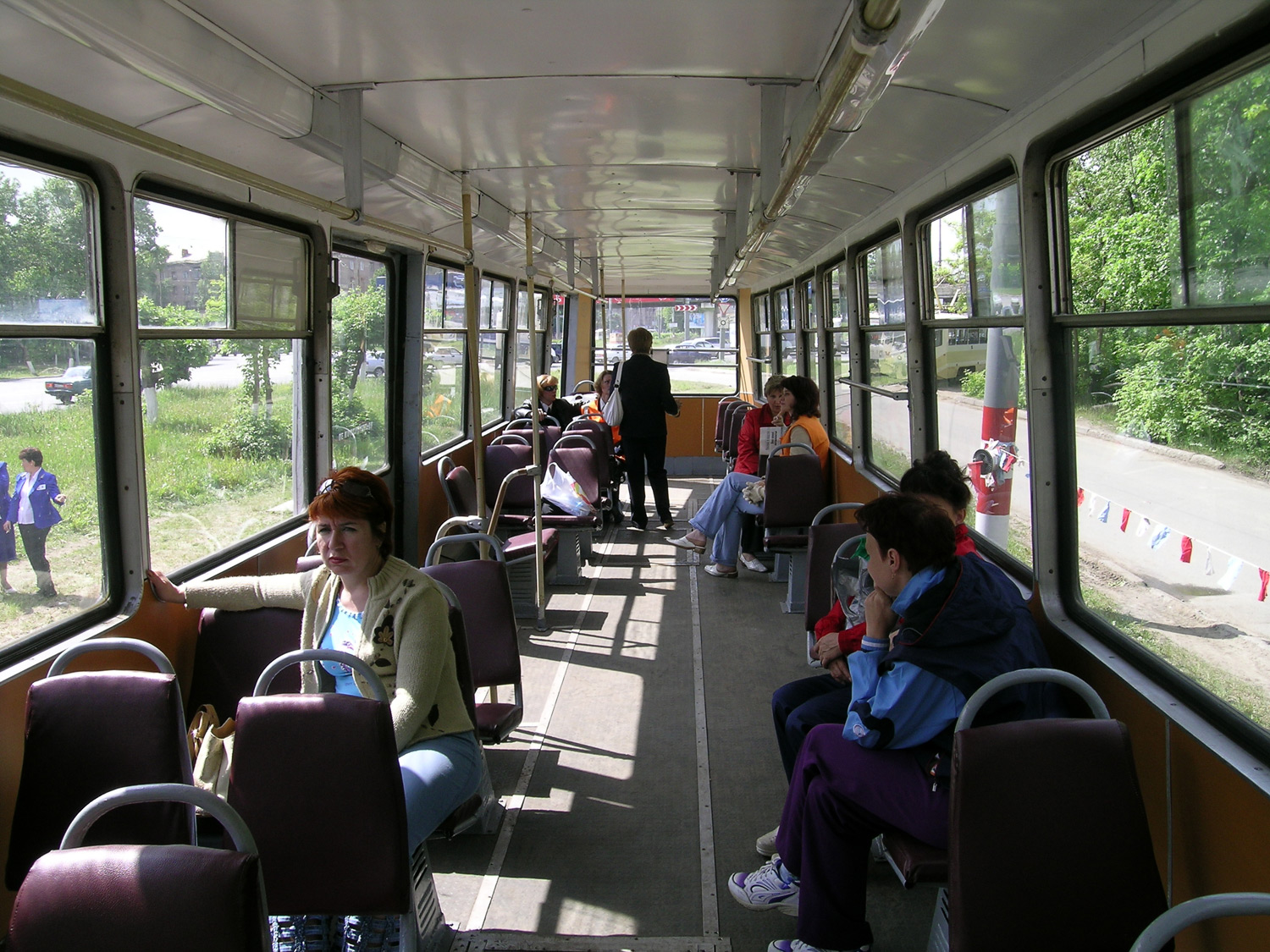
Интерьер 71–605. Вид в кормовую оконечность вагона

Несущий корпус КТМ-5М3 (и прочих 71-605 всех модификаций) представлял собой стальной сварной остов из профилей различных толщины и сечения, обшитый сбоку стальными листами, которые частью приклёпывались, частью привинчивались к несущим конструкциям остова корпуса и соединялись между собой. Юбка вагона и межоконные стойки — гладкие, подоконный пояс — гофрированный. Пластиковые элементы торцов и крыши крепились к остову болтами. Поскольку крыша выполнена из материала, не проводящего ток, в отличие от других вагонов, на ней не было резинового покрытия. Для механической прочности на крыше сделаны поперечные выштамповки. Такое конструктивное решение перешло и в последующие модели трамваев УКВЗ — 71-608 и 71-619. Изнутри корпус обшивался отделочной лакированной фанерой, в вагонах позднего выпуска внутреннюю обшивку стали делать из пластика. Между наружной и внутренней обшивками корпуса располагался шумопоглощающий пенопласт. Настил пола выполнялся из бакелитизированной фанеры, покрытой рифлёной резиной, чтобы не было скользко. Для доступа к ряду узлов и агрегатов в полу сделаны 4 люка — по два для каждой тележки. Сиденья — мягкие раздельные, с элементами анатомического дизайна, однорядные по левому борту вагона и двухрядные по правому, с печками в основании сиденья. Снаружи корпус вагона на заводе окрашивали пентафталевыми эмалями белого (верх), красного (борт) и светло-серого цветов (юбка). Продольную полосу с вентиляционными щелями между бортом и юбкой не окрашивали, она имела металлический отблеск. В оконечностях юбка отсутствует для свободного перемещения сцепных приборов при работе в составе поезда. У КТМ-5 ранних серий сцепные приборы были типа «язычок», на поздних вагонах УКВЗ внедрил полуавтоматическую сцепку собственной конструкции, впоследствии перешедшую на вагон 71-608.
Для посадки-высадки пассажиров вагон имеет три равных по ширине дверных проёма — два в скосах оконечностей и один в центральной части правого борта. Двери сдвижной конструкции открываются и закрываются централизованно из кабины водителя посредством электрического сервомотора и привода роликовой цепью. Между подножкой дверного проёма и полом пассажирского салона находится одна промежуточная ступенька. Выдвижная лестница на крышу вагона скрыта в первом дверном проёме. Кабина водителя отделяется от пассажирского салона несимметричной относительно продольной плоскости переборкой с задвижной дверью. В верхней части переборки находятся три круглых вентиляционных отверстия, закрытые декоративными колпаками с воздуховодными щелями.
Внешний дизайн корпуса КТМ-5М3 вызывает очень неоднозначные оценки со стороны работников электротранспорта и пассажиров. «Рубленые» грани скосов торцов, заваленная вниз юбка и вверх — борт, привели к появлению у вагона целого ряда прозвищ, преимущественно с негативным содержанием. Наиболее часто встречающимися из них — «утюжок», «гроб», «сарай». С другой стороны, такой внешний облик создавался в 1960-е годы одним из первых и в то время считался очень современным и воспринимался гораздо более положительно, чем сейчас.

### Тележки

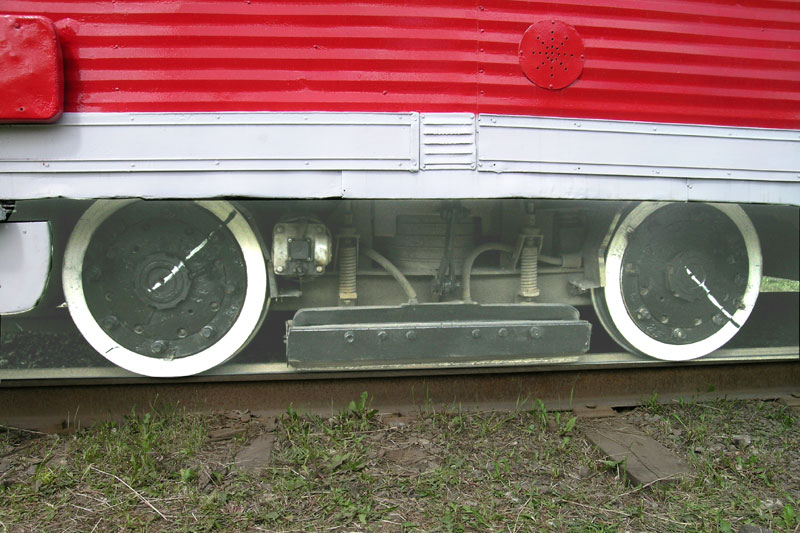
Тележка трамвайного вагона 71–605

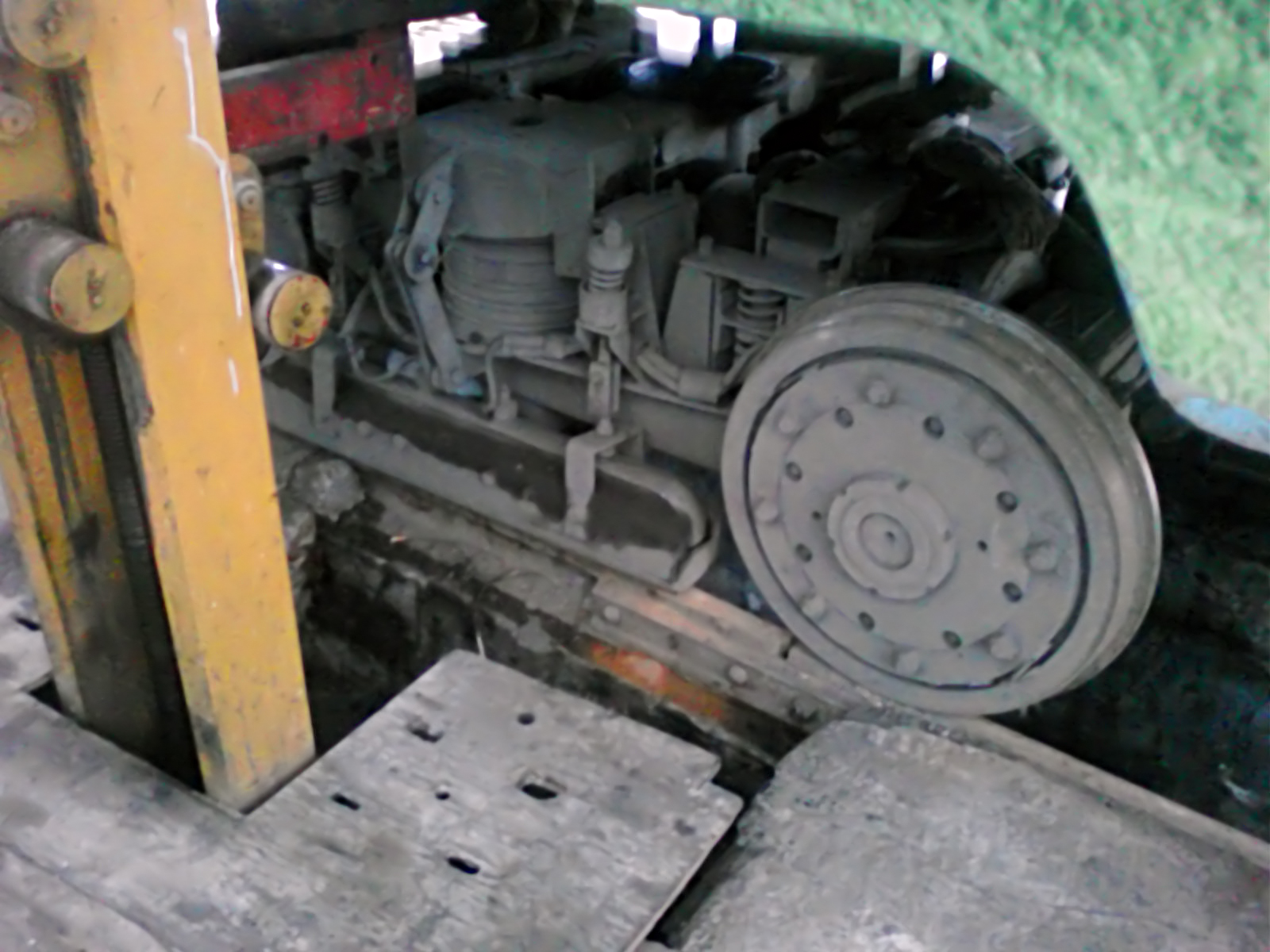
Тележка трамвайного вагона 71–605 на смотровой яме в депо

КТМ-5 оснащался тележками мостового типа. Подвешивание — одинарное на винтовых пружинах. Колёса подрезиненные. Тележки подкатываются под вагон и крепятся к нему посредством шкворневого узла, позволяющего поворот тележки вокруг вертикальной оси и небольшие колебания около её горизонтальной плоскости. В отличие от старых вагонов с тележками двойного подвешивания в буксовых узлах и литыми колёсами, новая конструкция была легче и менее шумной при движении. Однако отказ от второй ступени подвешивания привёл к возрастанию неподрессоренных масс всего вагона и, как следствие, к большему деформирующему воздействию вагона на рельсовый путь. Эксплуатация (как и ЛМ-57, РВЗ-6) на слабых путях приводила к их интенсивному волнообразному износу, который до появления тележек мостового типа был незнаком путейцам. Например, начало интенсивной эксплуатации подвижного состава этих типов в Горьком потребовало крупной реконструкции путевого хозяйства и оснащения городского трамвайного предприятия средствами противодействия — специализированными вагонами-рельсошлифовальщиками.
Тележки оснащены механическим колодочно-барабанным тормозом, который используется для дотормаживания вагона и приводится в действие соленоидным электроприводом. Между колёсными парами по бортам тележки располагаются башмаки магниторельсовых тормозов.

### Электрооборудование и тормоза

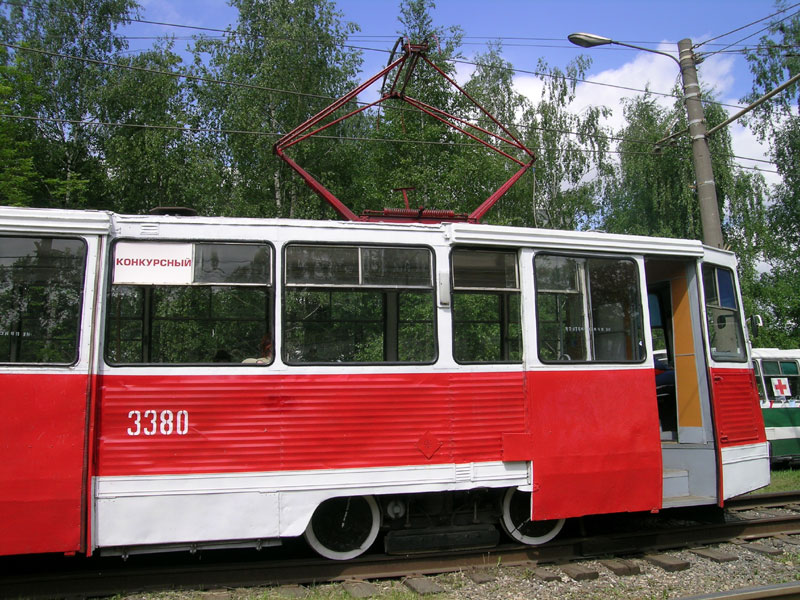
Передняя оконечность 71–605, пантограф, дверной портал и передняя тележка

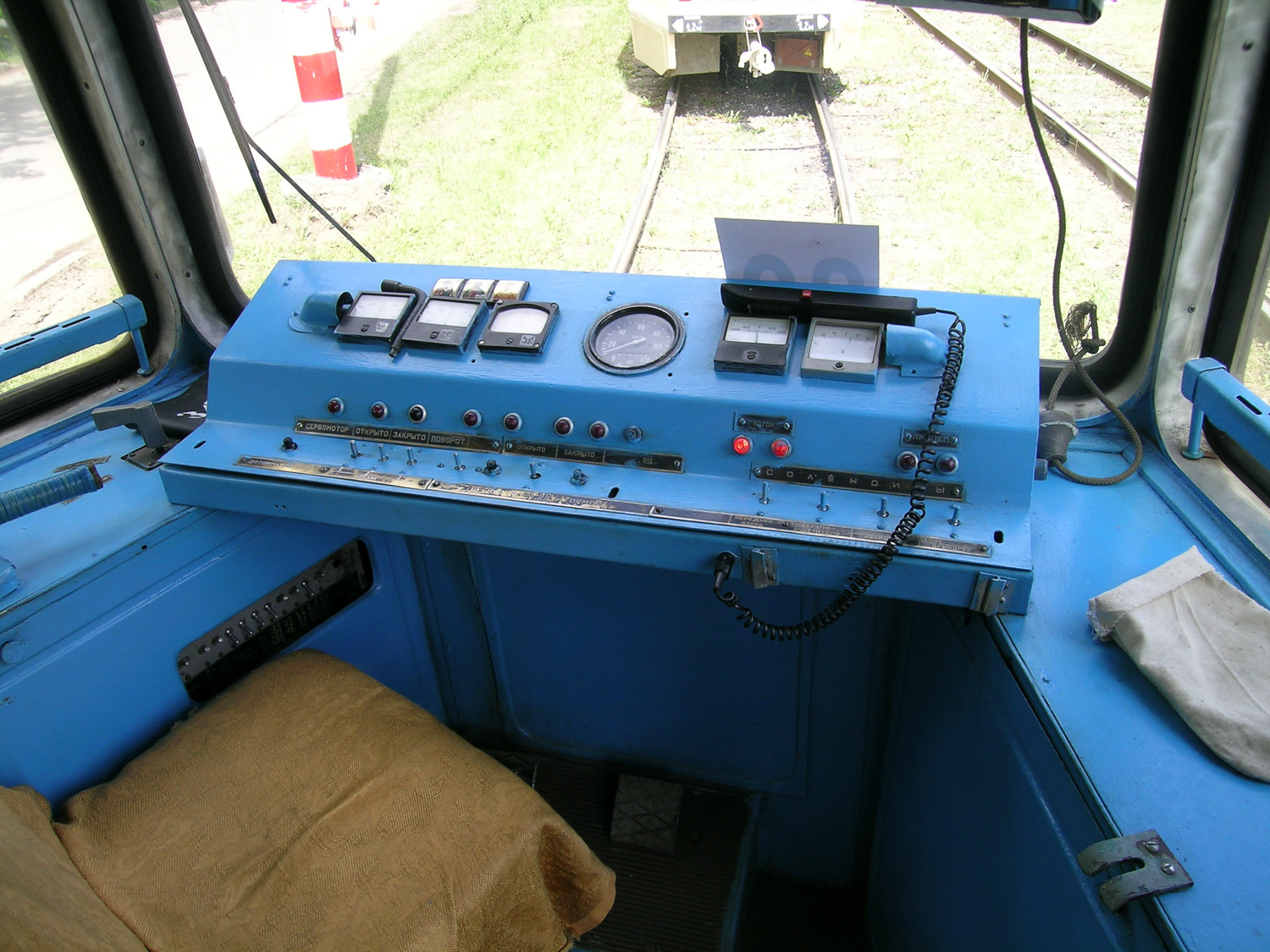
Интерьер кабины водителя 71–605. Ручка управления контроллером вагона (частично) слева, прочие органы управления и контрольно-измерительные приборы

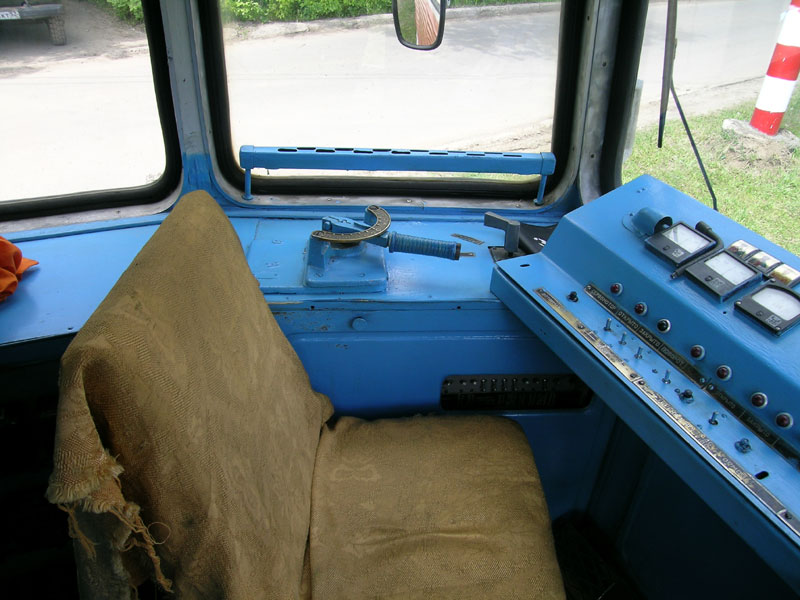
Интерьер кабины водителя 71–605. Ручка управления контроллером вагона крупным планом

Вагон типа КТМ-5М3 получает электрическую энергию от контактной сети напряжением 600 В посредством токоприёмника пантографного типа (в некоторых хозяйствах, например, в Нижнем Новгороде и Новосибирске на КТМ-5 пантограф заменяли на токоприёмник бугельного типа (дугу) а в Даугавпилсе используется штанговый токоприемник. Вторым проводником в цепи «тяговая подстанция — трамвайный вагон» является рельсовый путь. Для подавления искрения, создающего помехи радиоприёму, КТМ-5М3 оснащён радиореактором, который устанавливается на крыше вагона за токоприёмником.
Электрическая часть вагона КТМ-5М3 включает в себя тяговые двигатели, пускотормозные сопротивления, автоматический групповой реостатный контроллер для коммутации силовых электрических цепей вагона. При трогании с места пускотормозные сопротивления включаются последовательно с двигателями, а по мере набора скорости они начинают ступенчато выводиться. При необходимости снижения скорости контроллер формирует отключённую от контактной сети замкнутую цепь из тяговых двигателей (работающих в режиме генератора электроэнергии) и включённых в качестве нагрузки тормозных сопротивлений. Возникающий в этой цепи ток создаёт внутри обмоток статора и ротора тяговых двигателей противонаправленные магнитные потоки, приводящие к возникновению механического момента силы, стремящегося остановить вращение ротора. Таким образом реализуется электродинамическое торможение вагона. Важной частью электрооборудования вагона являются тормозные соленоиды, которые удерживают колодки механического тормоза на возвратных пружинах в оттянутом от тормозных барабанов положении. При необходимости дотормаживания ток в соленоидах уменьшается, и возвратные пружины прижимают колодки к тормозным барабанам, уменьшая скорость вагона. В случае пропадания напряжения в контактной сети или отжатия педали безопасности тормозные соленоиды полностью обесточиваются, что приводит к прижиманию колодок к барабанам с максимальным усилием и инициирует процесс экстренного торможения вагона (вместе с активацией магниторельсового тормоза). При необходимости растормозить вагон или при неисправности соленоида колодочный тормоз может быть принудительно отпущен вращением резьбовой шпильки при помощи ключа («закрутить соленоиды»).
Вспомогательное электрооборудование включает в себя следующие узлы и цепи:
- аккумуляторную батарею для автономного питания ряда устройств и магниторельсовых тормозов;
- цепи управления групповым реостатным контроллером;
- цепи наружного и внутреннего освещения;
- цепи приводов открытия/закрытия дверей;
- цепи обогрева пассажирского салона и кабины водителя;
- цепи световой и звонковой сигнализации;
- радиоточку с проводкой к громкоговорителям, установленным в пассажирском салоне.

Некоторые из этих цепей запитываются от контактной сети последовательным соединением потребителей электроэнергии во избежание превышения номинального напряжения, нужного для их работы. Другие — например, радиоточка, световая и звонковая сигнализации, дверные приводы и управление групповым реостатным контроллером — имеют собственный низковольтный источник питания напряжением в 24 В. У вагонов первых выпусков функцию этого источника питания выполнял мотор-генератор; впоследствии его заменили на бесшумный статический преобразователь — ТЗУ. Низковольтная подсистема является гальванически развязанной с высоковольтными цепями.
Для работы в составе поезда по системе многих единиц управление контроллером у КТМ-5 всех модификаций могло быть переведено на ведущий вагон поезда. При этом также включалась схема для экстренного торможения ведомого вагона (или вагонов) в отсутствие водителя при разрыве поезда. Всего в составе по системе многих единиц могло эксплуатироваться до трёх вагонов КТМ-5 включительно.

## Оценка проекта

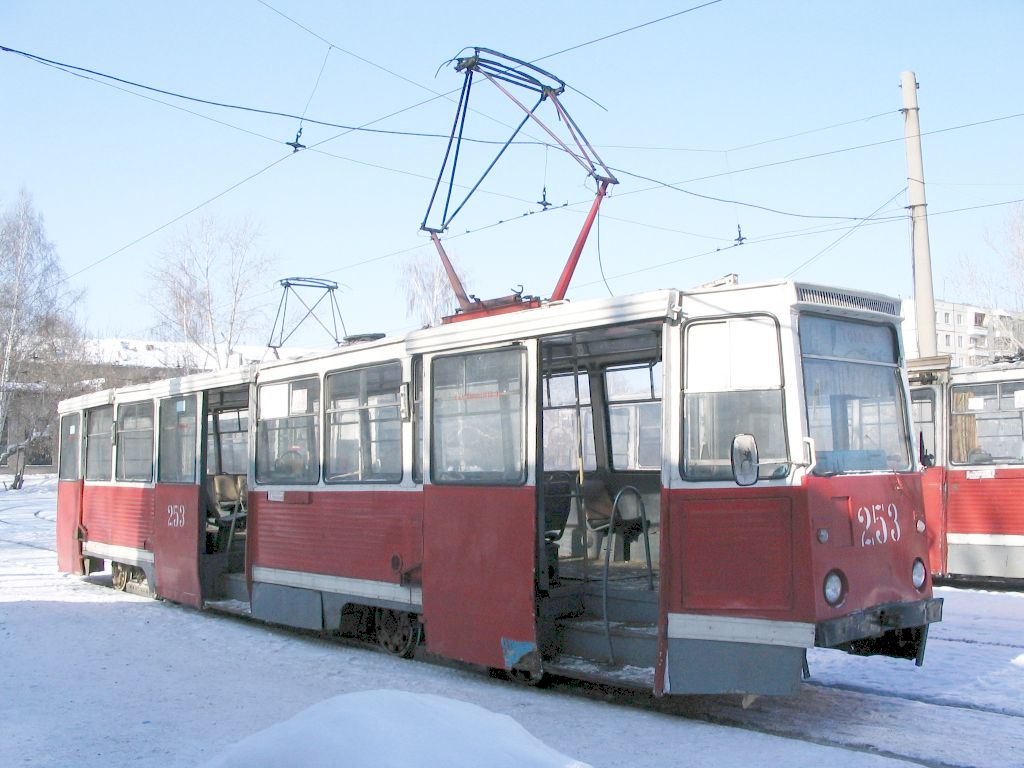
Трамвайный вагон 71–605 в Томске

Трамвайный вагон КТМ-5М3 в целом не был новой конструкцией для отечественных производителей. Несущий корпус с успехом был опробован ещё на ленинградских послевоенных вагонах ЛМ-49, тележки мостового типа — на ЛМ-57, РКСУ — на РВЗ-6. Тем не менее, помимо упоминавшегося выше «гранёного» дизайна корпуса, на КТМ-5М3 реализовали (или попытались реализовать) такие новшества, как работу по системе многих единиц, большую площадь остекления, люминесцентное освещение и эффективное отопление салона, удобные сиденья «анатомической» формы. По первым двум пунктам КТМ-5 был даже чуть впереди по времени реализации своего конкурента — ленинградского вагона ЛМ-68, в котором конструкторы также применили эти технические решения. Ими и определялось подавляющее большинство достоинств КТМ-5М3 по сравнению со старыми или предшествующими ему трамвайными вагонами:
- хорошая обзорность из пассажирского салона;
- лучшие показатели по удобству входа-выхода в условиях предельной нагрузки, тем более что сдвижные двери не выдавливались в отличие от ширмовых;
- в случае установки статического преобразователя вместо мотор-генератора — почти полная бесшумность на остановках;
- более лёгкая и удобная ручка контроллера по сравнению со старыми трамваями с непосредственной системой управления;
- управление вагоном осуществляется полностью одной ручкой контроллера, тормозной кран отсутствует;
- удобная и грамотная компоновка расположения сидений и мест для стояния пассажиров в пассажирском салоне;
- более надёжная конструкция редуктора.

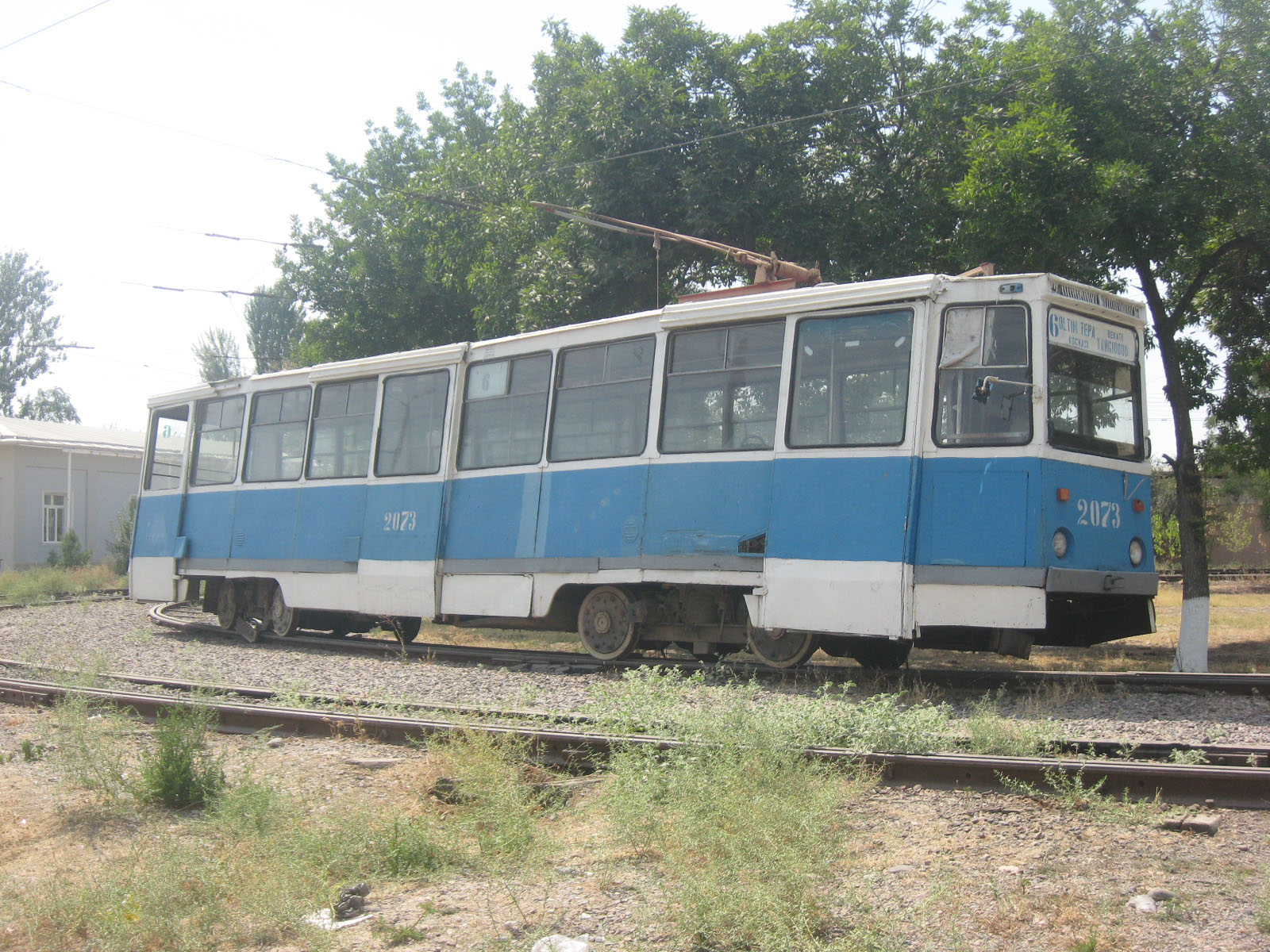
Вагон 71–605, №2073 в Ташкенте

Однако кроме этого КТМ-5 имел несколько особенностей конструкции, которые оценивались уже не столь однозначно. В первую очередь к ним относится экономия на материале, стремление к упрощению конструкции и облегчению массы всего вагона в целом, что было характерной тенденцией в середине 1960-х годов. Как следствие, резко упала механическая прочность рамных элементов каркаса вагона и появилась такая характеристика, как «назначенный срок службы вагона», приравненная к 16 годам (а для ранних вагонов — и вовсе к 12). Довоенные трамваи композитной конструкции и послевоенные сталинской эпохи при правильном техническом обслуживании могли эксплуатироваться сколь угодно долго. В хрущёвскую, а после — и в брежневскую эпоху к этому уже не стремились, компенсируя короткий срок службы выпуском новых вагонов. Однако после распада СССР, когда из-за недофинансирования трамвайных хозяйств стала невозможной или очень затруднённой покупка нового подвижного состава, отсутствие запаса прочности и механическая слабость всё ещё эксплуатирующихся КТМ-5М3 стали большой проблемой. Во многих постсоветских городах 1990-х годов обычной картиной стали «поддакивающие» КТМ-5М3, когда из-за слабости рамы в оконечностях передняя или задняя часть держалась только на обшивке и ритмично покачивалась в вертикальной плоскости при движении вагона.
Тем не менее, стремление к предельному упрощению конструкции имело и свои положительные стороны. Поддерживать в исправном состоянии КТМ-5М3 легче, чем «Татры» (T3) или РВЗ-6, поэтому именно первые продолжают поддерживать движение в проблемных городах или последними ушли с линии в закрытых хозяйствах (Воронеж, Астрахань). Более того, при грамотной и бережной эксплуатации КТМ-5М3 вполне работоспособны, и программы модернизации или как минимум капитально-восстановительных ремонтов (КВР) позволяют поддерживать их в хорошем состоянии. Например, в Нижнем Новгороде автозаводское депо № 3 самостоятельно освоило КВР КТМ-5М3, доводя внешне «убитые» вагоны до весьма достойного уровня. Также КВР данного типа вагонов освоили в Омске, Краснодаре (с помощью Тихорецкого машиностроительного завода), Красноярске и Новосибирске.
Как и другие вагоны с мостовыми тележками одинарного подвешивания, КТМ-5М3 оказывает значительное разрушающее воздействие на рельсовый путь из-за больши́х неподрессоренных масс по сравнению с вагонами с тележками двойного подвешивания. Наиболее характерным примером такого воздействия является так называемая волнообразная деформация рельсов. Кроме того, из-за одной ступени подвешивания ритмические ударные воздействия при наличии ползунов на колёсах передаются на корпус вагона, что дополнительно усугубляет ситуацию как с состоянием путей, так и подвижного состава. Как правило, такого рода трудности были неизвестны до введения КТМ-5М3 в эксплуатацию.
«Анатомические» сиденья с глубокой посадкой оказались неудобными для полных или рослых пассажиров, а сдвижные двери не стали панацеей от поломок при запредельной загрузке вагона — хотя дверь и не выдавливается, но повреждается цепной механизм её привода. Более устойчивый реечный механизм для сдвижных дверей применили уже в следующей модели УКВЗ, 71-608.
В целом же КТМ-5М3 можно охарактеризовать как неудавшуюся попытку переложения «Татры» на отечественные условия производства и эксплуатации, а затем — смены ориентации с «продвинутой модели» на «несложную массовую». Тем не менее, несмотря на отказ от люминесцентного освещения и ускорителя в составе РКСУ, КТМ-5М3 в значительной мере сохранил основные технические решения чешского вагона: тележки мостового типа, разделение электрооборудования на высоковольтную и низковольтную части и отсутствие пневматики. К положительным сторонам упрощения можно отнести более надёжную работу группового реостатного контроллера вместо ускорителя и возможность движения на моторах одной тележки в случае выхода из строя одного из двигателей (T3 в такой ситуации приходилось толкать сзади идущим вагоном). В роли дешёвого отечественного массового аналога чешского вагона КТМ-5М3 вполне преуспел, но даже к началу своего серийного производства он безнадёжно устарел по сравнению с мировым уровнем развития конструкторской мысли для трамвайного подвижного состава (в Чехословакии уже испытывались прототипы с тиристорно-импульсной системой управления или сочленённого устройства). К концу 1980-х годов с появлением низкопольного подвижного состава КТМ-5М3 стал форменной архаикой, которая, в отличие от иных старых советских трамваев, не вызывает особой ностальгии вагоновожатых или любителей исторического общественного транспорта. С другой стороны, для многих трамвайных хозяйств России КТМ-5М3 до сих пор остаётся единственным видом подвижного состава, который может с минимальными затратами поддерживаться на вполне приличном уровне, что характеризует вагон скорее с положительной стороны.
В некоторых городах, например в Новокузнецке, вагоны КТМ-5М3 проходят углублённый КВР, после которого срок службы их значительно увеличивается. Восстановленные вагоны могут дать фору даже новым вагонам КТМ (71-619).

## Спецвагоны на базе 71-605
На базе вагона 71-605 было создано много вагонов специального назначения. Это делалось как на заводах, например ВРТТЗ, где изготавливали знаменитые «ВТК», так и силами самих трамвайных хозяйств.
Из 71-605 изготовлены грузовые вагоны, снегоотчистители, краны, рельсошлифовальные и рельсосварочные вагоны, плетне и рельсотранспортеры, вагоны-вышки контактной сети и сетеизмерители, буксиры, моторные платформы и т. д. На базе тележек этого вагона изготовлены прицепные вагоны, такие как ВТК-09Б
ВТК-24

## КТМ-5 в творчестве любителей трамвая
Противоречивый характер оценки КТМ-5М3 достаточно точно отражён в «Коломенском трамвайном дифирамбе» Михаила Кученева:

Да! КТМ брутален тоже.
А на трамвай он стал похож
С зарайской «пересадкой кожи»,
«Уж лучше поздно…»; впрочем, что ж,
Когда «пятёрка» появилась,
Я говорил себе — «смотри!
Как окна вдруг переменились,
Дверей теперь не две, а три,
Какая яркая раскраска!»…
Но в сердце закралась опаска
За RVR-овский стандарт…
Нет, мне не люб уральский «арт»!

## Эксплуатирующие города

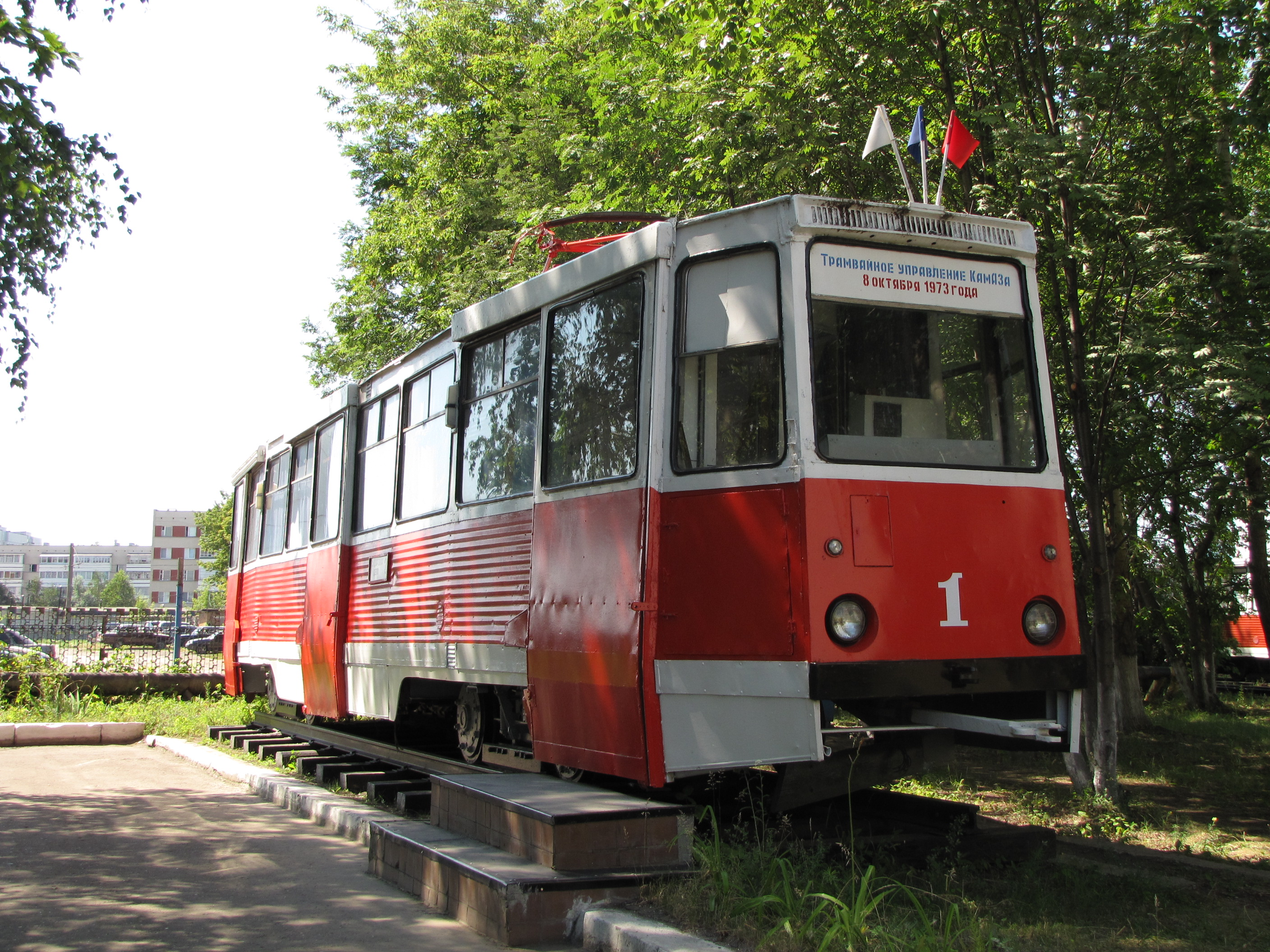
Музейный трамвай 71-605 в Набережных Челнах на территории трамвайного депо

По состоянию на июнь 2025 года трамвайные вагоны семейства КТМ-5/71-605 (985 вагонов, из них 761 - действующий) работают на линиях в 45 городах России, Украины, Белоруссии и Казахстана, ещё в нескольких городах используются как служебные.
Города, в которых эксплуатируются КТМ-5:
- Россия:

Ангарск, Ачинск, Бийск, Владивосток, Волжский, Златоуст, Иркутск, Красноярск, Краснотурьинск, Кемерово, Краснодар, Липецк, Магнитогорск, Нижний Новгород, Набережные Челны, Новотроицк, Новосибирск,  Нижнекамск, Омск, Орск, Осинники, Прокопьевск, Смоленск, Старый Оскол, Салават, Саратов, Томск, Усолье-Сибирское, Улан-Удэ, Хабаровск, Череповец, Челябинск, Ярославль
- Украина:

Горловка, Дружковка, Днепр, Каменское, Енакиево, Конотоп, Кривой Рог, Николаев
- Белоруссия:

Мозырь, Новополоцк
- Казахстан:

Павлодар, Усть-Каменогорск
- Латвия:

Даугавпилс
Города, в которых КТМ-5 выведены из эксплуатации (жирным выделены действующие трамвайные системы):
- Авдеевка, Санкт-Петербург, Волчанск, Воронеж, Иваново, Тверь, Грозный, Карпинск, Казань, Алма-Ата, Орёл, Коломна, Комсомольск-на-Амуре, Ташкент, Владикавказ, Ростов-на-Дону, Витебск, Мариуполь, Ульяновск, Уфа, Харьков, Таганрог, Самара, Рязань, Астрахань, Дзержинск, Тбилиси, Стаханов, Сумгаит, Константиновка, Караганда, Ереван, Баку, Шахты, Краматорск, Луганск, Макеевка, Усть-Илимск, Темиртау, Пермь, Новокузнецк.

Однако по мере старения (вагонам последнего выпуска уже 30 лет, а самый старый вагон с заводским номером 665, выпущенный в 1971 году, по сей день работает в Павлодаре под бортовым номером 53) всё большее их число списывается, зачастую с недостатком финансирования это привело к закрытию трамвайных систем в Воронеже, Иванове, Рязани, Астрахани, Дзержинске, Тбилиси, Стаханове, Сумгаите, Константиновке, Караганде, Ереване, Баку, Шахтах, Усть-Илимске, Краматорске, Луганске и Макеевке. До 2008 года трамваи данной серий эксплуатировались также и в Санкт-Петербурге, но сейчас их полностью заменили на более новые модели ЛМ-99.
Весь подвижной состав в Краснотурьинске, большая часть подвижного состава в Челябинске и в Саратове состоит из КТМ-5.